# Joe Biden
Joe Biden, właśc. Joseph Robinette Biden Jr., wym. [ˈʤoʊsɨf rɒbɨˈnɛt ˈbaɪdən] (ur. 20 listopada 1942 w Scranton) – amerykański polityk Partii Demokratycznej,  46. prezydent Stanów Zjednoczonych w latach 2021–2025.
W latach 1973–2009 senator ze stanu Delaware, 47. wiceprezydent Stanów Zjednoczonych w latach 2009–2017,
Edukował się w stanie Delaware. Po zakończeniu studiów prawniczych pracował jako adwokat. Przez całą karierę polityczną był związany z Partią Demokratyczną. W latach 1970–1972 należał do Rady Hrabstwa New Castle. W 1973 został wybrany do Senatu Stanów Zjednoczonych i uzyskał reelekcję w latach 1978, 1984, 1990, 1996, 2002 i 2008. Był piątym pod względem najniższego wieku senatorem w historii Stanów Zjednoczonych i najdłużej urzędującym senatorem z Delaware. W tym czasie przewodził Senackiej Komisji Relacji Zagranicznych i Senackiej Komisji ds. Sądownictwa. Dwukrotnie bezskutecznie kandydował w wyborach prezydenckich, rezygnując w trakcie prawyborów: w 1988 i w 2008.
W 2008 został wybrany na wiceprezydenta Stanów Zjednoczonych u boku Baracka Obamy i uzyskał reelekcję w 2012. Pełnił ten urząd od 2009 do 2017. Po zakończeniu wiceprezydentury założył fundację charytatywną Biden Cancer Initiative, której działalność jest związana ze zwalczaniem chorób nowotworowych.
W 2019 ogłosił swoją kandydaturę w prawyborach prezydenckich przed wyborami w 2020, z kolei w sierpniu 2020 roku oficjalnie został kandydatem Partii Demokratycznej na urząd prezydenta Stanów Zjednoczonych. W południe 20 stycznia 2021 roku został zaprzysiężony jako 46. prezydent Stanów Zjednoczonych. Razem z Kamalą Harris został uhonorowany nagrodą Człowiek Roku 2020 magazynu „Time”.
25 kwietnia 2023 ogłosił, że zamierza ubiegać się o reelekcję. Przyznał, że głównym powodem jego decyzji było ogłoszenie swojej kandydatury przez byłego prezydenta Donalda Trumpa. Biden nazwał Trumpa zagrożeniem dla kraju i wyraził opinię, że przez Trumpa demokracja jest zagrożona, jednak po występie w debacie prezydenckiej w czerwcu 2024 roku, wielu Demokratów wezwało go do zawieszenia kampanii. Pomimo początkowego oporu, Biden wycofał się z wyścigu 21 lipca 2024 i poparł wiceprezydent Kamalę Harris.

## Życiorys

### Młodość i wykształcenie
Urodził się 20 listopada 1942 w szpitalu St. Mary’s Hospital w Scranton, w hrabstwie Lackawanna, w stanie Pensylwania jako Joseph Robinette Biden Jr. Jest synem Josepha Robinette’a Bidena Sr. i Catherine Eugenii Biden z domu Finnegan. Wychowywał się razem z trójką rodzeństwa – dwoma braćmi (Francisem i Jamesem) i z jedną siostrą (Valerie). Matka Bidena była pochodzenia irlandzkiego, zaś rodzice ojca – irlandzkiego, angielskiego i francuskiego.
Uczył się w stanie Delaware, najpierw w szkole podstawowej Saint Helena’s Elementary School w Wilmington, a potem w prywatnej katolickiej szkole średniej Archmere Academy w Claymont. W 1961 rozpoczął studia na University of Delaware na dwóch kierunkach – politologia i historia. W latach 1961–1963 odbywał służbę wojskową w ramach Reserve Officers’ Training Corps, jednak po pierwszym roku był nisko oceniany. W 1965 ukończył studia, uzyskując licencjat (bachelor’s degree). W 1968 skończył prawo na Syracuse University College of Law, zdobywając tytuł Juris Doctor.
W Archmere Academy grał w high school football (występował na pozycji halfback i wide receiver) oraz baseball. Ukończył tę szkołę w 1961 roku. Do 20. roku życia zmagał się z jąkaniem. Dzięki recytacji poezji przed lustrem udało mu się zredukować nasilenie tego zaburzenia mowy. Od 1969 jest członkiem izby adwokackiej Delaware State Bar Association. W latach 1968–1970 pracował jako adwokat w Wilmington. W latach 1970–1972 należał do Rady Hrabstwa New Castle, reprezentując 4. okręg wyborczy hrabstwa i Partię Demokratyczną.

### Senator

#### Wybór

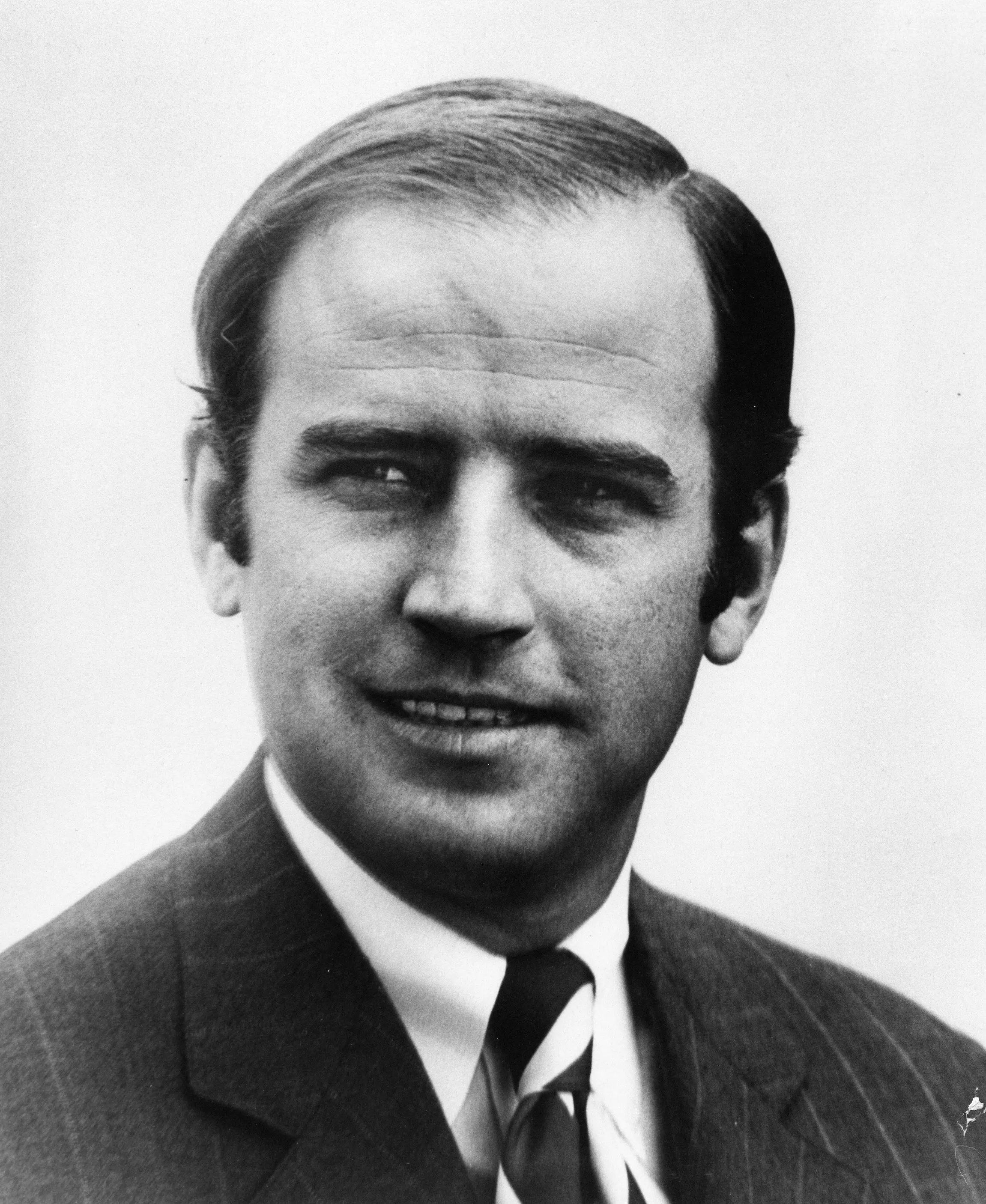
Oficjalne zdjęcie senackie Joego Bidena, 1973

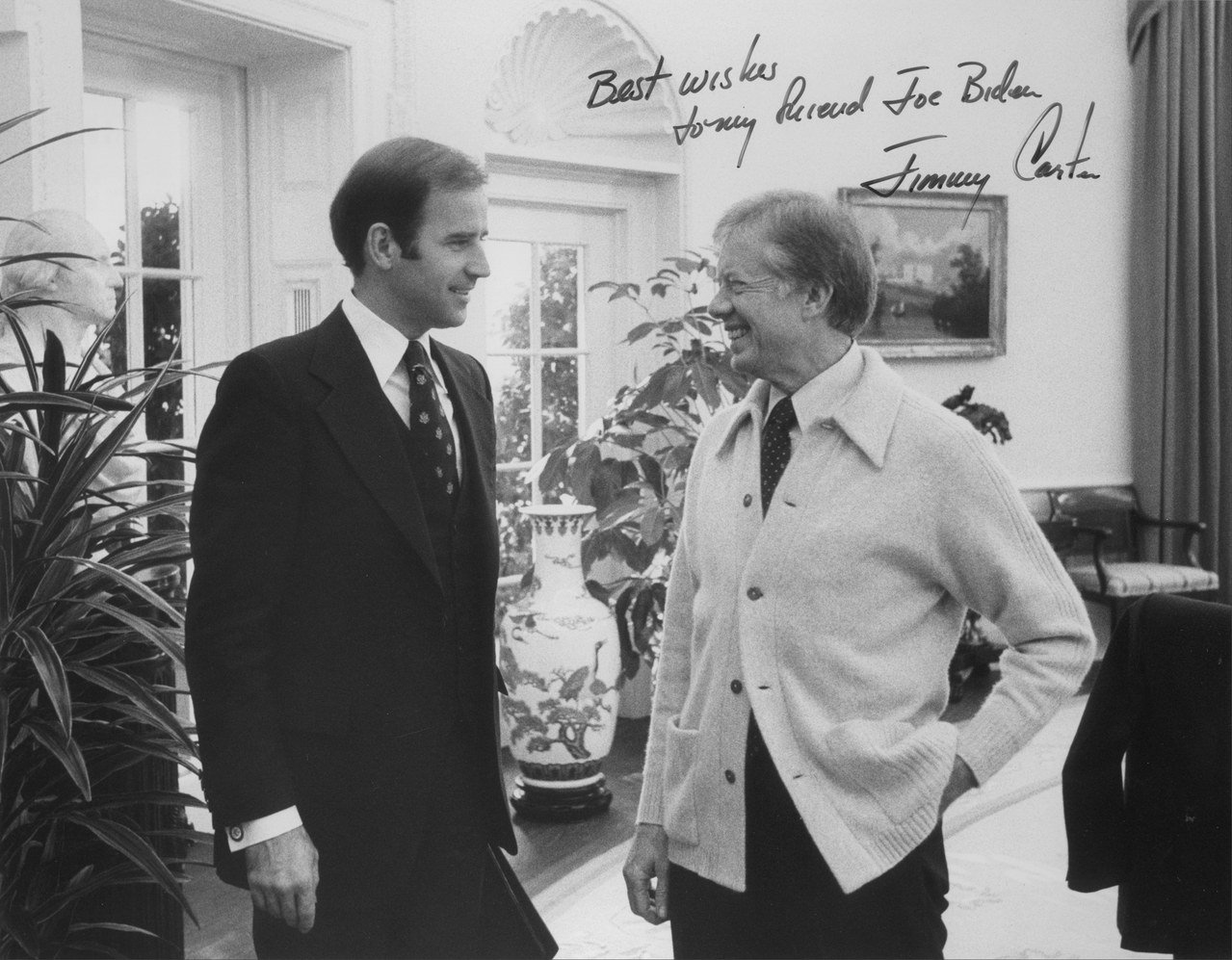
Senator Joe Biden i prezydent Jimmy Carter, 1979

W 1972 r. wystartował w wyborach do Senatu w stanie Delaware, rzucając wyzwanie wieloletniemu senatorowi J. Calebowi Boggsowi z Partii Republikańskiej. Swoją kampanią wyborczą chciał dotrzeć do osób niezainteresowanych polityką i przeciwników udziału Stanów Zjednoczonych w wojnie wietnamskiej. Biden zwyciężył i został wybrany na pierwszą kadencję zdobywając 55,41% wszystkich głosów. Miał wówczas 29 lat, co oznacza, że został piątym pod względem najniższego wieku senatorem w historii Stanów Zjednoczonych. Sześciokrotnie z powodzeniem ubiegał się o reelekcję i jest najdłużej urzędującym senatorem z Delaware w historii. Menedżerką kampanii Joego Bidena była jego siostra – Valerie Biden Owens, odpowiedzialnym za sprawy finansowe był Jimmy Biden, natomiast funkcję koordynatora wolontariatu pełnił Francis Biden.

#### Działalność
Był członkiem Senackiej Komisji Spraw Zagranicznych i Senackiej Komisji ds. Sądownictwa. Z tego okresu wywodzi się jego długoletnia przyjaźń z późniejszym senatorem Partii Republikańskiej, Johnem McCainem, wówczas oficerem łącznikowym marynarki przy Senacie. Od 1987 do 1995 był przewodniczącym Senackiej Komisji ds. Sądownictwa. W latach 2001–2003 i 2007–2009 przewodniczył Senackiej Komisji Spraw Zagranicznych.
W 1987 r. wyróżnił się w czasie przesłuchania Roberta Borka, kandydata prezydenta Ronalda Reagana do Sądu Najwyższego. W tym samym roku zdecydował się kandydować na prezydenta. Wycofał się jeszcze przed jego zakończeniem. Następnie przez 7 miesięcy był nieobecny w Senacie z powodu tętniaka mózgu. W tym czasie przeszedł dwie operacje. W 1990 przedstawił wczesny projekt ustawy, który do 1994 stał się projektem Violence Against Women Act. Jej celem było zwalczanie przemocy domowej i napastowania seksualnego. Między innymi za sprawą starań Bidena ustawa została przegłosowana w Kongresie i podpisana przez prezydenta Billa Clintona. Był też twórcą ustawy Violent Crime Control and Law Enforcement Act, kształtującej prawo związane z policją, sądownictwem i więziennictwem. W 2002 zagłosował za interwencją amerykańską w Iraku. Później nazywał tę decyzję błędem i wielokrotnie krytykował amerykańskie działania militarne na terenie państwa.

### Wybory prezydenckie w 1988
W 1987 r. ogłosił chęć udziału w wyborach prezydenckich w 1988 roku. W trakcie prawyborów Partii Demokratycznej oskarżono go o plagiat przemówienia lidera brytyjskiej Partii Pracy Neila Kinnocka, co w mediach stało się głównym przedmiotem dyskusji związanej z kampanią Bidena. Zarzucano mu również zmyślenie historii o przodkach pracujących w kopalni węgla. Dalsza krytyka skłoniła go do zwołania konferencji prasowej, w trakcie której przyznał się do splagiatowania swojego artykułu prawniczego napisanego w trakcie studiów. Według jego relacji, źle rozumiał wówczas prawo do cytowania i podawania źródeł. Biden wycofał się z kandydatury po trzech miesiącach, jeszcze przed pierwszymi wyborami stanowymi, a w czasie rozstrzygającego spotkania komitetu krajowego partii otrzymał tylko dwa głosy delegatów.

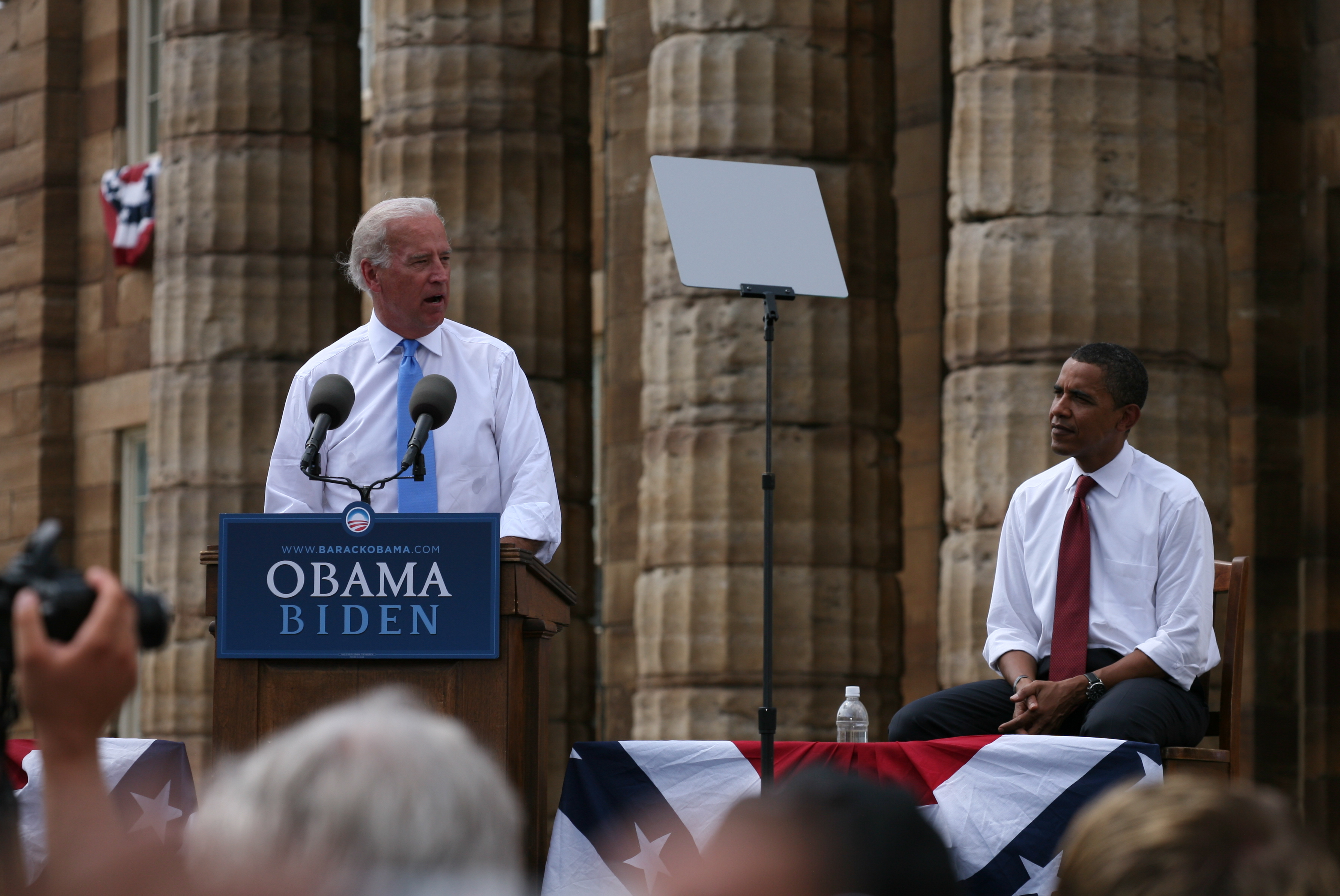
Pierwsze przemówienie Joego Bidena jako kandydata na wiceprezydenta Stanów Zjednoczonych

### Wybory prezydenckie w 2008
31 stycznia 2007 Biden rozpoczął kampanię wyborczą przed wyborami prezydenckimi w 2008. 1 sierpnia 2007 wydano jego pamiętnik Promises to Keep: On Life and Politics. Gdy w prawyborach Partii Demokratycznej w stanie Iowa zdobył mniej niż 1% głosów, postanowił wycofać się z wyborów, co uczynił 3 stycznia 2008. Zaimponował jednak swoją wiedzą Barackowi Obamie, któremu zaczął doradzać w kwestiach bezpieczeństwa narodowego i polityki zagranicznej. Gdy Obama wygrał prawybory, poprosił Bidena, aby kandydował u jego boku na wiceprezydenta.
23 sierpnia 2008 oficjalnie ogłoszono, że kandydatami Partii Demokratycznej w wyborach prezydenckich w 2008 będą Barack Obama na prezydenta i Joe Biden na wiceprezydenta. Ich przeciwnikami byli kandydaci Partii Republikańskiej: John McCain, ubiegający się o posadę prezydenta, i Sarah Palin, ubiegająca się o urząd wiceprezydenta. 4 listopada 2008 Barack Obama wygrał głosowanie powszechne na prezydenta, a Biden na wiceprezydenta Stanów Zjednoczonych. 15 grudnia obaj wygrali głosowanie w Kolegium Elektorów. 15 stycznia 2009 Biden oficjalnie zrezygnował z urzędu senatora.

### Wiceprezydent

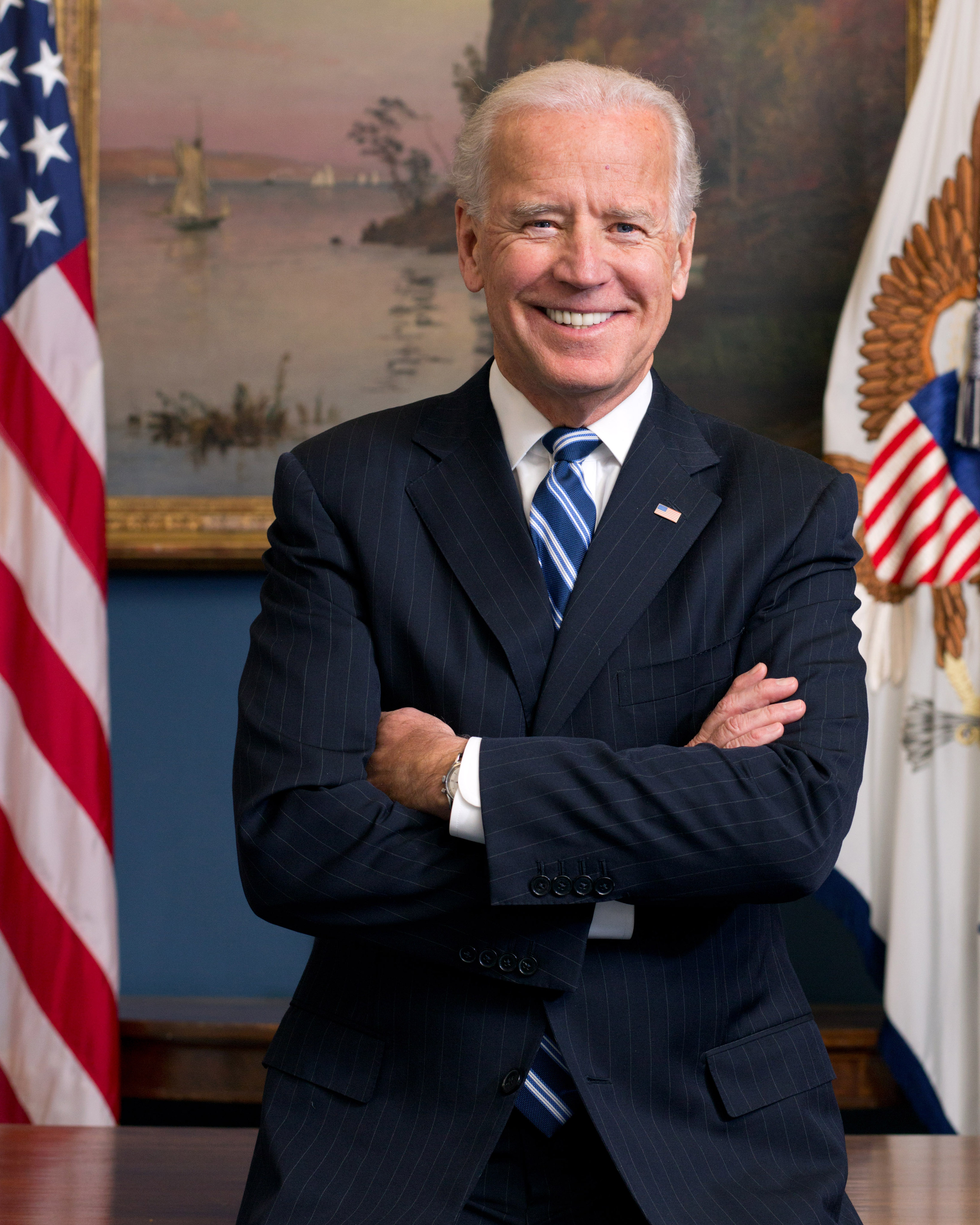
Oficjalne zdjęcie portretowe Joego Bidena, 2013

Joe Biden zwyciężył w przeprowadzonych 4 listopada 2008 wyborach wiceprezydenckich. Lista wyborcza Partii Demokratycznej, na której znaleźli się: Barack Obama (kandydat na prezydenta) i Joe Biden (kandydat na wiceprezydenta), zdobyła 69 456 897 głosów, uzyskując tym samym największe poparcie w historii wyborów prezydenckich w Stanach Zjednoczonych. 20 stycznia 2009 został zaprzysiężony na urząd wiceprezydenta Stanów Zjednoczonych przez Johna Paula Stevensa, zostając tym samym pierwszym katolikiem pełniącym ten urząd. 7 lutego wygłosił swoją pierwszą przemowę na konferencji bezpieczeństwa w Niemczech. W dniach 20–21 października 2009 złożył wizytę w Polsce. Tematem rozmów z polskimi władzami była kwestia obrony rakietowej.
1 września 2010 przewodził ceremonii w Iraku, która formalnie kończyła amerykańską interwencję. Podczas uroczystości Joe Biden powiedział: „Wyzwalanie Iraku zakończyło się, ale amerykańskie zaangażowanie będzie kontynuowane w ramach operacji «Nowy Świt»”. Kiedy w latach 2008–2012 wojska amerykańskie stopniowo opuszczały Irak, Joe Biden ośmiokrotnie odwiedził to państwo.
6 listopada 2012 Barack Obama i Joe Biden zostali wybrani na kolejną kadencję, pokonując w wyborach prezydenckich kandydatów Partii Republikańskiej: Mitta Romneya na prezydenta i Paula Ryana na wiceprezydenta. Lista wyborcza Partii Demokratycznej, na której znalazł się Joe Biden zdobyła wówczas 65 915 795 głosów. 20 stycznia 2013 został zaprzysiężony przez sędzię Sądu Najwyższego, Sonię Sotomayor, na stanowisko wiceprezydenta Stanów Zjednoczonych.
2 października 2014 w Cambridge w stanie Massachusetts zarzucił Turcji, Zjednoczonym Emiratom Arabskim i innym krajom Bliskiego Wschodu, że przypadkowo wzmocniły terrorystyczną organizację Państwo Islamskie, swoimi działaniami mającymi na celu wspomagać opozycję w Syrii, walczącą przeciwko prezydentowi Baszszarowi al-Assadowi. Dwa dni później w rozmowie telefonicznej przeprosił za te słowa prezydenta Turcji Recepa Tayyipa Erdoğana.
21 października 2015 ogłosił, że nie zamierza ubiegać się o prezydenturę w wyborach w 2016. Kilka tygodni przed podjęciem decyzji Joe Biden organizował w swoim domu spotkania, w czasie których sprawdzał, czy uda mu się zdobyć wystarczającą ilość pieniędzy na prowadzenie kampanii. Okazało się wówczas, że ówczesny wiceprezydent nie był w stanie uzyskać odpowiedniej liczby sponsorów, dzięki którym mógłby wystartować w wyborach prezydenckich. Niektórzy komentatorzy twierdzili, że Joe Biden podjął decyzję o niestartowaniu w wyborach w „ostatniej chwili”.
12 stycznia 2017 prezydent Barack Obama odznaczył go Prezydenckim Medalem Wolności, co miało być dla Bidena niespodzianką. 1 lutego Joe wraz ze swoją żoną Jill założyli fundację Biden Foundation, której celem było wspieranie inicjatyw politycznych i społecznych popieranych przez Bidena.
Po odejściu z urzędu Joe Biden, wraz z Jill Biden, założył organizację charytatywną Biden Cancer Initiative, która za swój cel stawiała wspieranie wczesnego wykrywania raka i badań nad lekarstwem na raka. Zainspirowała ich do tego śmierć syna Beau, który cierpiał na tę chorobę.

### Kampania wyborcza roku 2020

#### Początek kampanii

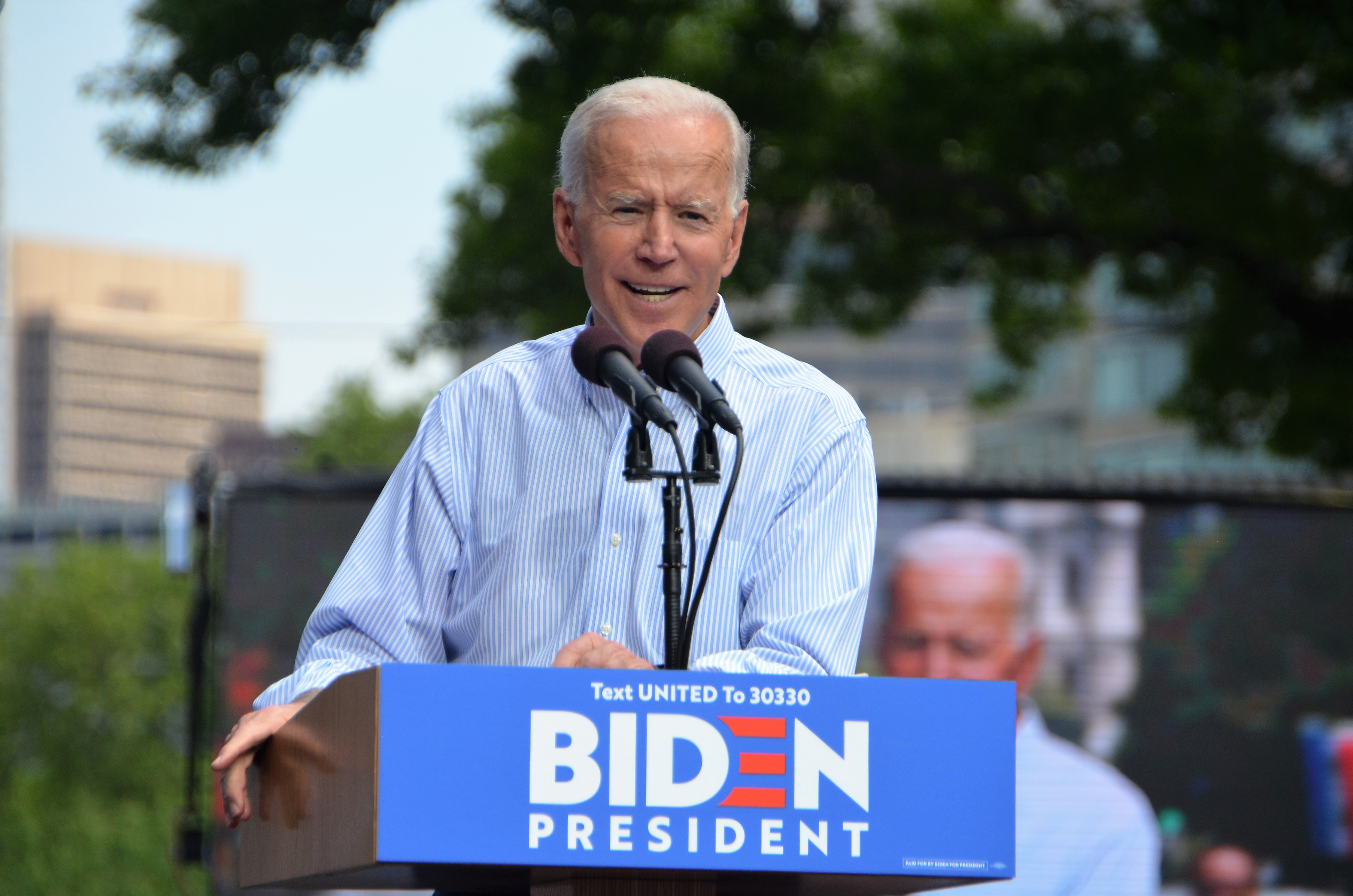
Joe Biden prowadzący kampanię wyborczą w 2019 roku

Media spekulowały o możliwości startu Bidena w wyborach prezydenckich w 2020 jeszcze przed rozpoczęciem przez niego kampanii. Od marca 2019 sondaże, prowadzone początkowo tylko przez związany z Demokratami ośrodek sondażowy Public Policy Polling, wykazywały dużą przewagę Bidena nad urzędującym prezydentem Donaldem Trumpem. Od października 2019 prowadził też w sondażach prawyborczych. 25 kwietnia 2019 oficjalnie ogłosił swoją kandydaturę w prawyborach prezydenckich Partii Demokratycznej w 2020.
W czasie kampanii zarzucał prezydentowi Trumpowi, że wprowadzone przez niego cięcia podatkowe dla najbogatszych Amerykanów i jego polityka gospodarcza zwiększają nierówności ekonomiczne w kraju i zapowiedział, że jako prezydent wycofałby się z obniżek podatków dla najbogatszych wprowadzonych w trakcie prezydentury Trumpa.

#### Rola w skandalu ukraińskim
W czasie kampanii wyborczej prezydent Trump publicznie oskarżał Joego Bidena i jego syna Huntera o korupcję, wymuszenia i podstępne eksploatowanie innych państw. Zarzucił Bidenowi, że gdy był on wiceprezydentem, pod groźbą wstrzymania 1 miliarda dolarów pomocy finansowej dla Ukrainy, doprowadził do dymisji ukraińskiego prokuratora generalnego Wiktora Szokina, prowadzącego śledztwo w sprawie działalności Burisma Holdings – przedsiębiorstwa, w którym Hunter pracował. W niektórych wpisach na Twitterze Trump cytował Petera Schweizera.
Joe Biden nazwał zarzuty Trumpa bezzasadnymi i politycznie motywowanymi. Część mediów, na przykład agencja prasowa Bloomberg, stwierdziła, że nie ma żadnych dowodów ani na popełnienie wykroczenia przez Huntera Bidena, ani na naciski rządu amerykańskiego na rząd ukraiński w związku ze śledztwem w sprawie Burisma Holdings. USA Today podało z kolei, że powodem nacisków ze strony Bidena na odwołanie ukraińskiego prokuratora generalnego Wiktora Szokina, nie było jego śledztwo w Burisma Holdings, tylko zbyt małe zaangażowanie w walce przeciwko korupcji wśród klasy politycznej Ukrainy.
W maju 2020 roku ukraiński polityk Andrij Derkacz udostępnił prokuraturze i mediom nagrania wykonane przez ukraiński rząd, z rozmów Joego Bidena z prezydentem Petrem Poroszenką potwierdzające postawione wcześniej zarzuty. Ostatecznie, taśmy z nagraniami zostały odrzucone jako sfałszowane przez wywiad zagraniczny Federacji Rosyjskiej, Andrij Derkacz objęty został sankcjami amerykańskiego Departamentu Skarbu jako agent rosyjskiego wywiadu, usiłujący wywrzeć wpływ na amerykańskie wybory prezydenckie, zaś osobisty prawnik Donalda Trumpa, Rudy Giuliani, oświadczył, że w swoich oskarżeniach wobec rodziny Bidenów nigdy nie korzystał ze zdyskredytowanych nagrań.
Ostatecznie to Trump został postawiony w stan oskarżenia w związku z zarzutem próby wymuszenia na ukraińskim rządzie ogłoszenia w amerykańskiej telewizji śledztwa w sprawie Bidenów.
14 października New York Post 2020 opublikował artykuł zawierający nie tylko nowe dowody dotyczące domniemanej korupcji i wymuszeń Joego Bidena względem Ukrainy w czasie gdy był wiceprezydentem, ale również udostępnienia przez niego swoich kontaktów i relacji chińskim oligarchom. W ramach domniemanej współpracy syn Joego Bidena – Hunter Biden, objął 10% udziałów i pozycje w zarządzie jednej z chińskich firm energetycznych, BHR.

#### Przebieg prawyborów

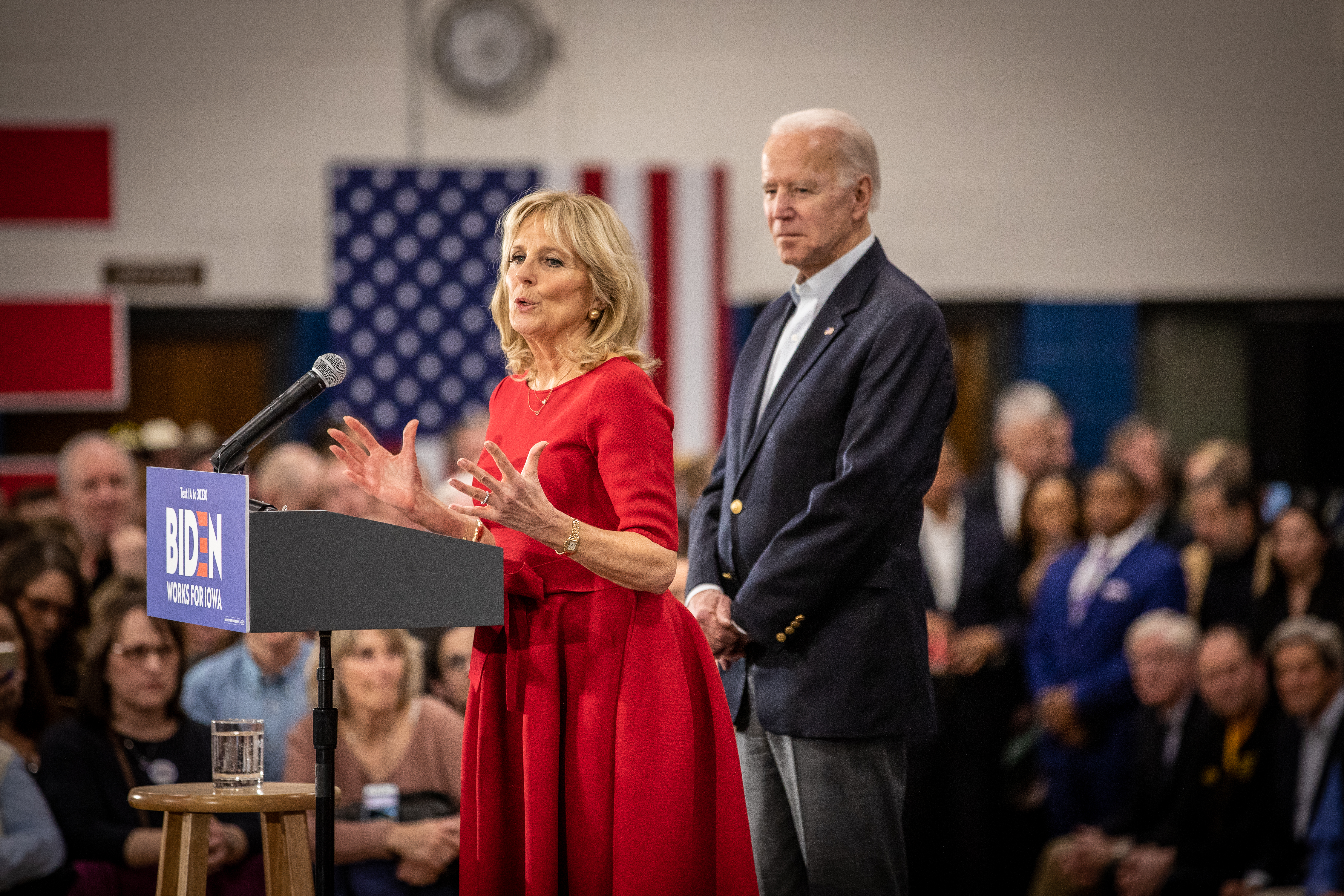
Joe Biden prowadzący kampanię wyborczą z żoną Jill w stanie Iowa, 2020

Joe Biden nieustannie prowadził w ogólnokrajowych sondażach sprzed Iowa caucus. Ustąpił jednak Berniemu Sandersowi, gdy po prawyborach w Iowa zajął czwarte miejsce, za Sandersem, Pete’em Buttigiegem i Elizabeth Warren. Udało mu się objąć prowadzenie pod względem liczby oddanych głosów dopiero po czwartym głosowaniu – w stanie Karolina Południowa. Było to jego pierwsze zwycięstwo w owym roku. Nadal jednak ustępował Sandersowi pod względem liczby pozyskanych delegatów. Udało mu się wyjść na prowadzenie (zarówno pod względem liczby głosów, jak i pod względem liczby pozyskanych delegatów) po superwtorku – zwyciężył w Alabamie, Arkansas, Maine, Massachusetts, Minnesocie, Karolinie Północnej, Oklahomie, Wirginii, Teksasie i w Tennessee. Następnie udało mu się wygrać w Idaho, Michigan, Missisipi, Missouri, Waszyngtonie, Arizonie, Florydzie, Illinois, Wisconsin, Alasce, Wyoming, Ohio, Kansas, Nebrasce, Oregonie, Hawajach, Dystrykcie Kolumbii, Indianie, Maryland, Montanie, Nowym Meksyku, Pensylwanii, Rhode Island, Dakocie Południowej, Guam, Wyspach Dziewiczych Stanów Zjednoczonych, Georgii, Wirginii Zachodniej, Kentucky, Nowym Jorku, Delaware, New Jersey, Luizjanie, Connecticut i na Portoryko.
11 sierpnia 2020 roku ogłosił Kamalę Harris swoją kandydatką na urząd wiceprezydenta Stanów Zjednoczonych w wyborach prezydenckich w Stanach Zjednoczonych w 2020 roku.

#### Publiczne poparcie
Został oficjalnie kandydatem Partii Demokratycznej 18 sierpnia 2020. Wielu jej członków poparło go publicznie, w tym trzech byłych prezydentów Stanów Zjednoczonych – Barack Obama, Bill Clinton i Jimmy Carter oraz dwóch wiceprezydentów – Al Gore i Walter Mondale. Oprócz tego część członków Partii Republikańskiej otwarcie wyraziła poparcie dla Joego Bidena. Wśród nich byli między innymi: Jeff Flake (były senator z Arizony), John Warner (były senator z Wirginii), Bill Weld (były Gubernator Massachusetts), Rick Snyder (były Gubernator Michigan), John Kasich (były Gubernator Ohio). Kandydaturę Bidena poparli też biznesmeni i bizneswomen: Meg Whitman (była dyrektor generalna eBay i Hewlett-Packard), Mark Cuban (właściciel zespołu Dallas Mavericks), Carly Fiorina (była prezes AT&T i Hewlett-Packard), Reed Hastings (jeden z założycieli Netflixa) oraz Howard Schultz (były dyrektor generalny Starbucks). Poparli go również aktorzy: Dwayne Johnson, Leonardo DiCaprio, Robert De Niro, Tom Hanks oraz piosenkarze i piosenkarki: Cher, Taylor Swift, Justin Timberlake, John Legend i Cardi B.
Wśród przywódców zagranicznych faworyzujących Joego Bidena w wyborach prezydenckich znaleźli się: Alberto Fernández (prezydent Argentyny), Zoran Milanović (prezydent Chorwacji), Sauli Niinistö (prezydent Finlandii), Donald Tusk (obecny premier Polski, były przewodniczący Rady Europejskiej i przewodniczący Europejskiej Partii Ludowej), Tony Blair (były premier Zjednoczonego Królestwa Wielkiej Brytanii i Irlandii Północnej), Guy Verhofstadt (były premier Belgii, przewodniczący frakcji Porozumienia Liberałów i Demokratów na rzecz Europy w Parlamencie Europejskim) oraz David Cameron (były Premier Zjednoczonego Królestwa Wielkiej Brytanii i Irlandii Północnej).

#### Zwycięstwo w wyborach

Wyniki wyborów prezydenckich w Stanach Zjednoczonych w 2020 roku (kolorem niebieskim zaznaczono stany, w których wygrał Joe Biden)

Do 10 grudnia 2020 Dystrykt Kolumbii oraz wszystkie 50 stanów oficjalnie potwierdziło wyniki wyborów. Joe Biden wygrał w głosowaniu powszechnym w: Kalifornii, Nowym Jorku, Illinois, Pensylwanii, Georgii, Michigan, New Jersey, Wirginii, Waszyngtonie, Massachusetts, Arizonie, Maryland, Minnesocie, Wisconsin, Kolorado, Connecticut, Oregonie, Nevadzie, Nowym Meksyku, na Hawajach, w New Hampshire, Rhode Island, Delaware, Dystrykcie Kolumbii, Vermoncie, Maine. Ponadto Biden zdobył najwięcej głosów w skali kraju i najwięcej w historii wyborów prezydenckich w Stanach Zjednoczonych (zdobył 81 282 896 ważnych głosów).
Zwycięstwa Bidenowi pogratulowali m.in.: Justin Trudeau, Mun Jae-in, Binjamin Netanjahu, Narendra Modi, Angela Merkel, Tsai Ing-wen, Imran Khan, Boris Johnson, Emmanuel Macron, Kiriakos Mitsotakis, Alexander De Croo. Był pierwszym kandydatem, który pokonał urzędującego prezydenta od wyborów z 1992, kiedy Bill Clinton zwyciężył z George’em H.W. Bushem.
12 listopada 2020 Biden wskazał Rona Klaina jako kandydata na stanowisko szefa personelu Białego Domu po objęciu urzędu prezydenckiego. 23 listopada 2020 nominował Avril Haines na dyrektor Wywiadu Narodowego, Lindę Thomas-Greenfield na stanowisko ambasador Stanów Zjednoczonych przy Organizacji Narodów Zjednoczonych, Alejandro Mayorkasa na sekretarza bezpieczeństwa krajowego i Antony’ego Blinkena na sekretarza stanu, a tydzień później Janet Yellen na sekretarz skarbu. 7 grudnia poinformował o nominacji Xavierra Becerry na sekretarza zdrowia i opieki społecznej, dzień później nominował Lloyda Austina na sekretarza obrony narodowej. 10 grudnia nominował Toma Vilsacka na stanowisko sekretarza rolnictwa, Marcię Fudge na sekretarz urbanizacji Stanów Zjednoczonych, a Denisa McDonougha na sekretarza spraw weteranów.
14 grudnia 2020 Kolegium Elektorów wybrało Joego Bidena na prezydenta Stanów Zjednoczonych. 7 stycznia 2021 Kongres Stanów Zjednoczonych zatwierdził wyniki wyborów prezydenckich w 2020 roku i uznał Joego Bidena prezydentem elektem Stanów Zjednoczonych.

### Prezydentura

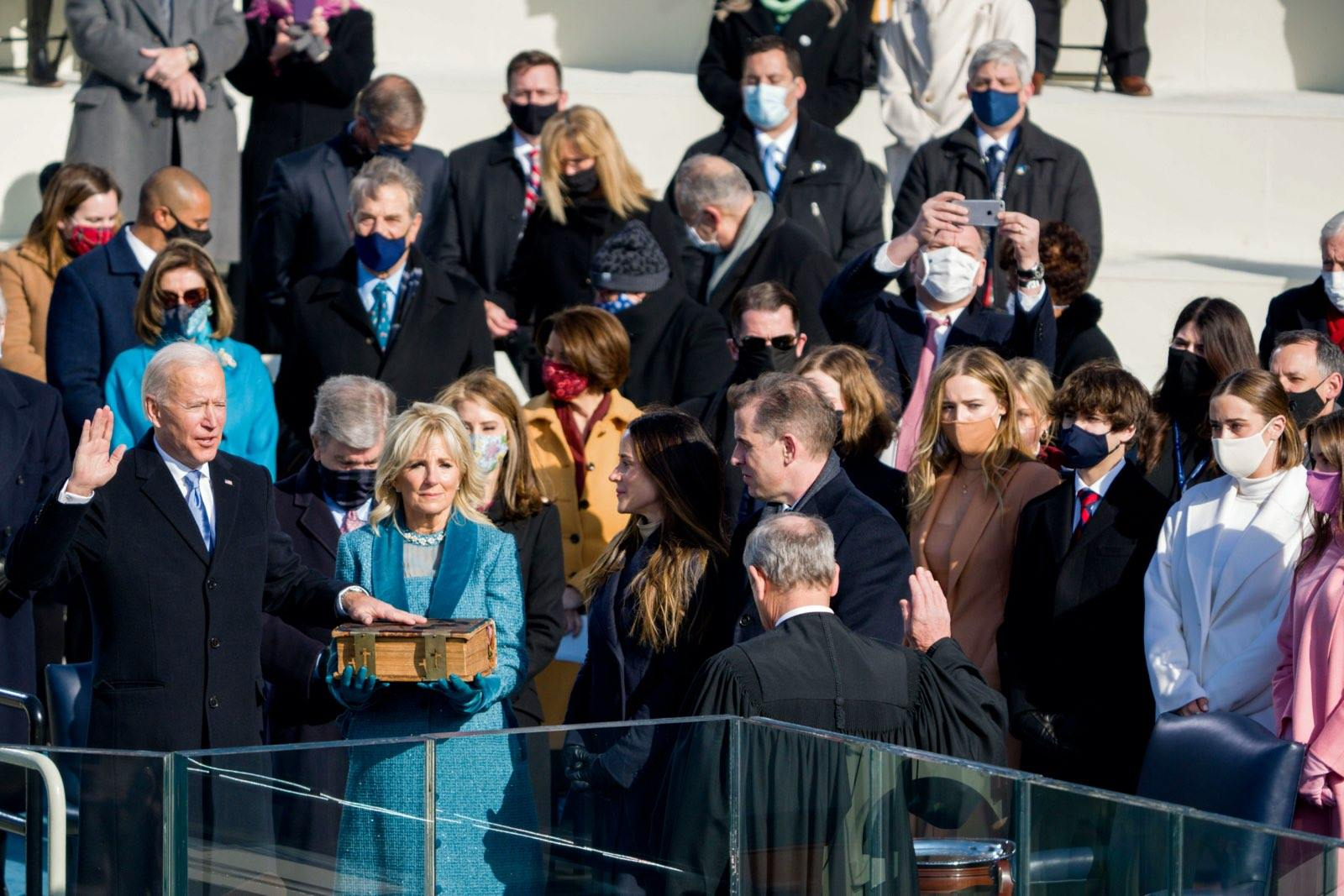
Joe Biden podczas składania przysięgi prezydenckiej, 20 stycznia 2021

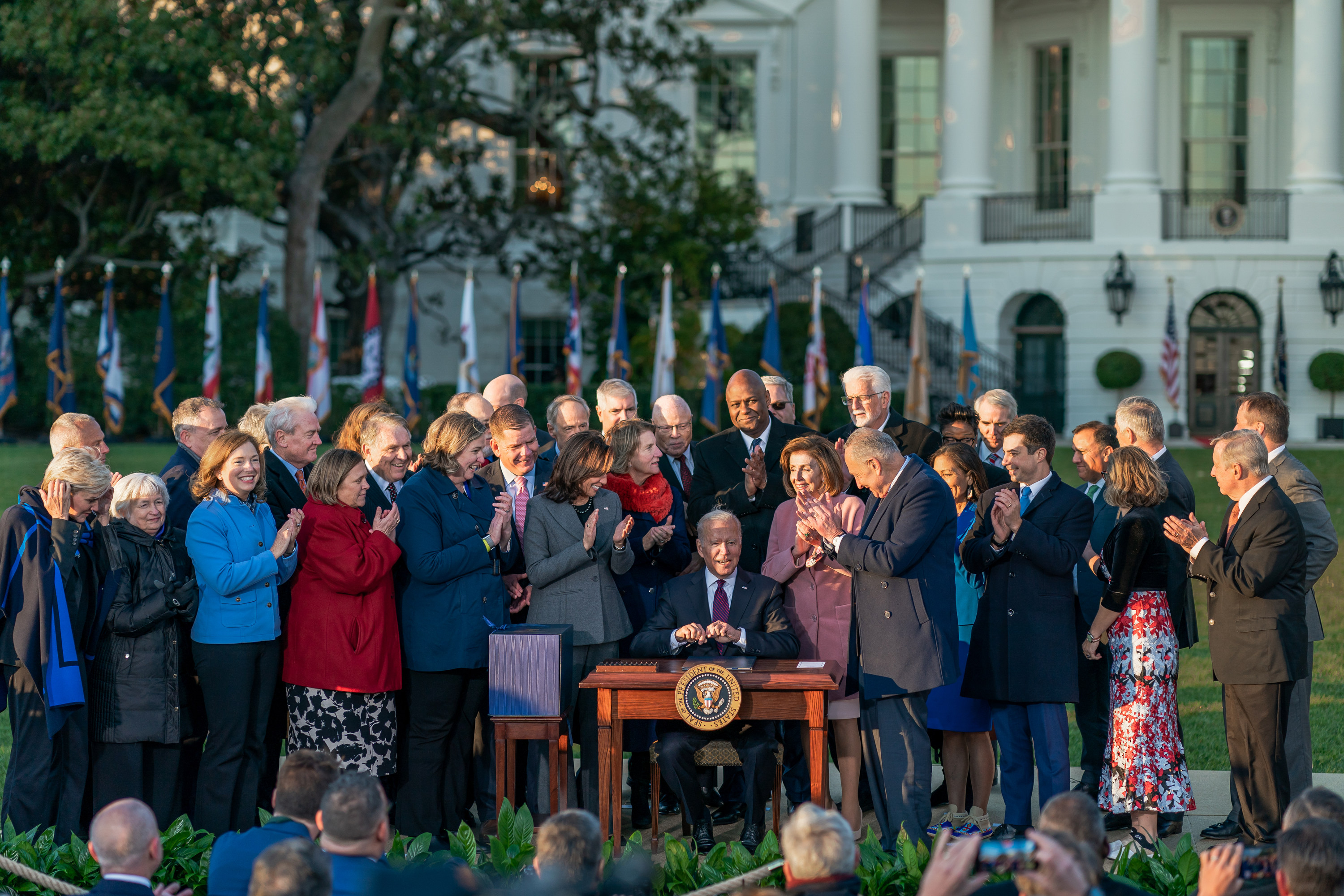
Podpisanie ustawy o inwestycjach infrastrukturalnych

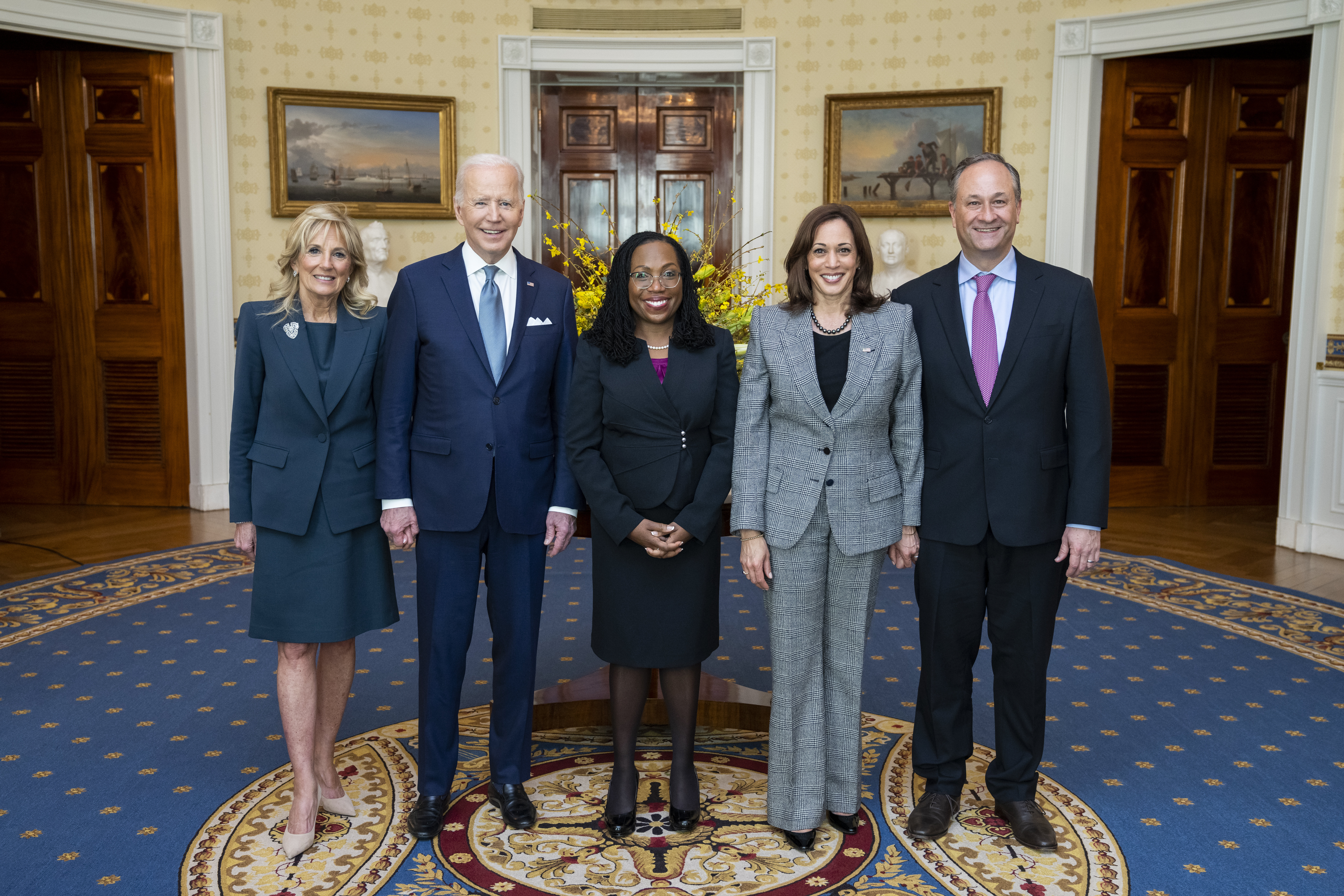
Joe Biden ze swoją nominantką do Sądu Najwyższego, Ketanji Brown Jackson

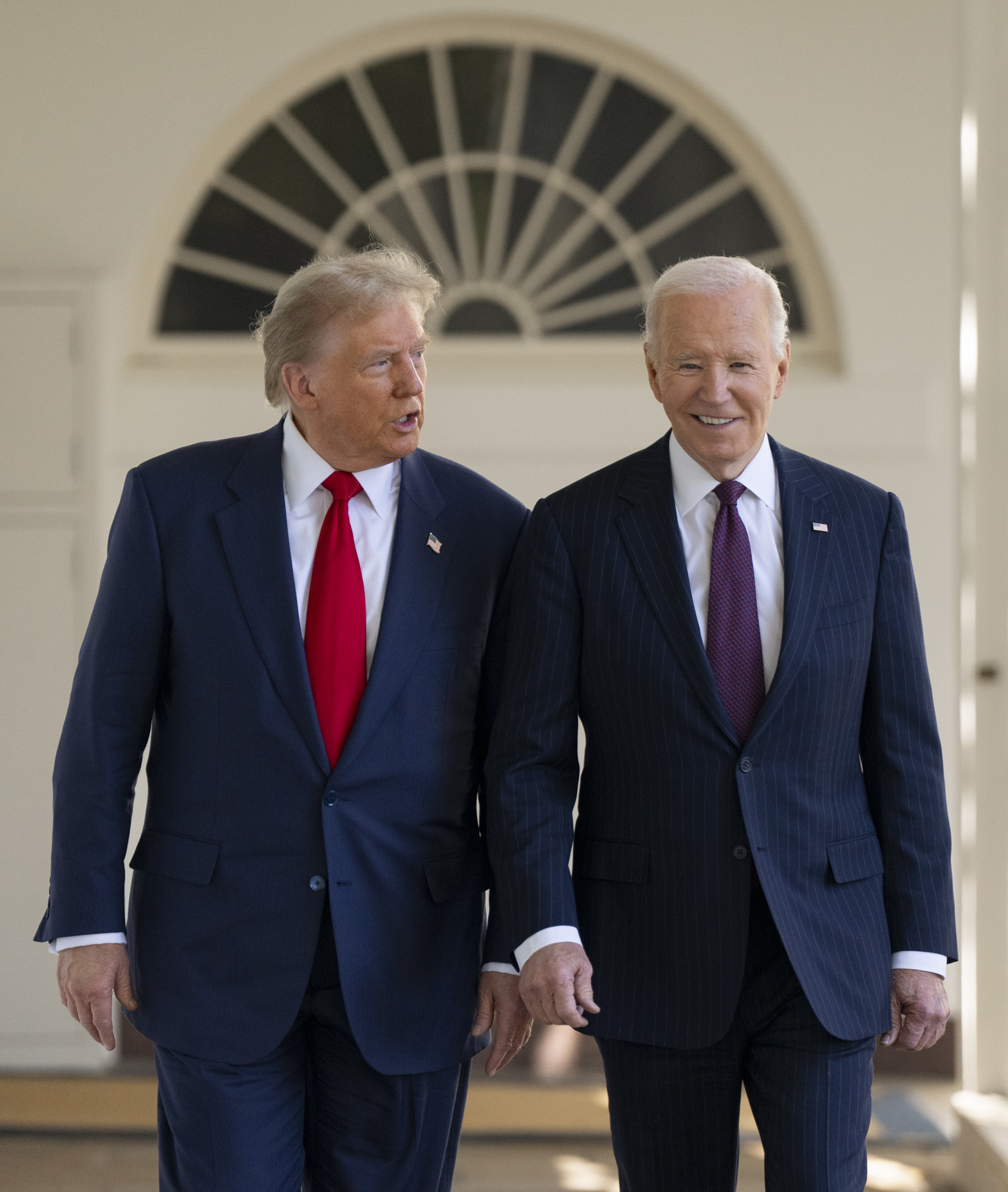
Joe Biden wraz z prezydentem elektem Donaldem Trumpem w Białym Domu, 13 listopada 2024

#### Zaprzysiężenie i objęcie funkcji
Inauguracja prezydentury nastąpiła 20 stycznia 2021. W dniu objęcia urzędu Joe Biden miał 78 lat, przez co stał się najstarszym w historii amerykańskim prezydentem (poprzednim był Ronald Reagan, który urzędowanie zakończył, mając 77 lat). Jest także drugim (po Johnie F. Kennedym) katolikiem na tym stanowisku. Został również pierwszym w historii prezydentem ze stanu Delaware. Jest także pierwszą osobą od czasów George’a H.W. Busha, który był zarówno wiceprezydentem, jak i prezydentem, a także drugim wiceprezydentem, który nie był urzędującym prezydentem (po Richardzie Nixonie w 1968 r.), który został wybrany na prezydenta. Jest także pierwszym prezydentem z Cichego Pokolenia.

#### od 2021
Pierwszego dnia swojej prezydentury Joe Biden podpisał 17 rozporządzeń wykonawczych. Dotyczyły one: ponownego dołączenia Stanów Zjednoczonych do paryskiego porozumienia klimatycznego, promowania równości rasowej, uwzględnienia nielegalnych imigrantów w spisie ludności z 2020 roku, nakazu stosowania masek we wszystkich budynkach na terenach federalnych (w związku z pandemią COVID-19), zakazu dyskryminacji ze względu na tożsamość płciową lub orientację seksualną, zniesienia zakazu wstępu do Stanów Zjednoczonych z części państw muzułmańskich, powołania koordynatora działań w walce z pandemią COVID-19, cofnięcia wypowiedzenia członkostwa Stanów Zjednoczonych w Światowej Organizacji Zdrowia, zniesienia wstrzymania finansowania miast-sanktuariów przez rząd federalny, cofnięcia rozporządzeń Donalda Trumpa dotyczących uprawnień administracji federalnej, zablokowania zgód na budowę rurociągu Keystone XL, przywrócenia niedyskryminacji ze względu na orientację seksualną lub płeć w administracji federalnej, rewizji decyzji podjętych przez gabinet Trumpa w ostatnich tygodniach pracy, ustanowienia przysięgi etycznej dla nominowanych członków administracji, zaprzestania budowy muru na granicy amerykańsko-meksykańskiej, odroczenia spłat pożyczek studenckich, zablokowania deportacji Liberyjczyków, wzmocnienia programu Deferred Action for Childhood Arrivals.
4 lutego 2021 administracja Bidena poinformowała, że Stany Zjednoczone wycofały swoje wsparcie dla interwencji koalicji państw arabskich w Jemenie. 25 lutego Siły Powietrzne Stanów Zjednoczonych za zgodą Bidena przeprowadziły naloty na obiekty milicji wspierających Iran. 11 marca 2021 Joe Biden podpisał „Amerykański Plan Ratunkowy”, zakładający m.in. jednokrotne wypłacenie 1400 dolarów amerykańskich wszystkim dorosłym obywatelkom i obywatelom Stanów Zjednoczonych. Do 19 marca 2021, po 58 dniach urzędowania Joego Bidena przeciwko COVID-19 zaszczepionych zostało 100 milionów Amerykanów (cel ten osiągnięto 42 dni wcześniej niż pierwotnie zakładano).
14 kwietnia 2021 poinformował o wycofaniu wojsk amerykańskich z Afganistanu do 11 września tego samego roku. Następnego dnia podpisał rozporządzenie wykonawcze, nakładające na Rosję sankcje międzynarodowe, w związku z atakami hakerskimi i ingerencją w wybory w Stanach Zjednoczonych. Tydzień później poinformował, że przeciwko COVID-19 zaszczepionych zostało 200 milionów Amerykanów (cel ten osiągnięto 8 dni wcześniej niż pierwotnie zakładano).
28 kwietnia 2021 wygłosił pierwsze przemówienie przed połączonymi izbami Kongresu Stanów Zjednoczonych, w którym podkreślił skuteczność szczepionek przeciw COVID-19, odniósł się do wycofania amerykańskich wojsk z Afganistanu, ataku na Kapitol Stanów Zjednoczonych, a także do zabójstwa George’a Floyda.
W maju 2021 roku, pomimo sprzeciwu lewego skrzydła Partii Demokratycznej, wyraził poparcie dla Izraela, w trakcie wzrostu napięcia pomiędzy Izraelem a Palestyną (określa się jako syjonista). W czerwcu 2021 Biden odbył swoją pierwszą podróż zagraniczną jako prezydent. W ciągu ośmiu dni odwiedził Belgię, Szwajcarię i Wielką Brytanię. Uczestniczył w szczycie G7, szczycie NATO i szczycie UE oraz prowadził indywidualne rozmowy z prezydentem Rosji Władimirem Putinem.
19 listopada 2021 Biden tymczasowo przekazał swoje obowiązki wiceprezydent Kamali Harris, w związku z przeprowadzanym badaniem lekarskim.
W styczniu 2022 sędzia Sądu Najwyższego Stephen Breyer ogłosił, że zamierza odejść z Sądu Najwyższego. Podczas swojej kampanii wyborczej w 2020 roku Biden obiecał, że w przypadku pojawienia się wakatu w Sądzie Najwyższym nominuje na urząd sędziego owego sądu pierwszą w historii czarnoskórą kobietę. W lutym tego samego roku Biden nominował do Sądu Najwyższego Ketanji Brown Jackson. Senat zatwierdził jej kandydaturę 7 kwietnia.
W marcu 2022 prezydent Biden wraz ze swoją administracją w odpowiedzi na rosyjską inwazję na Ukrainę nałożył na Rosję surowe sankcje i udzielił Ukrainie pomocy militarnej o wartości ponad 1 miliarda dolarów amerykańskich.

### Wizyty zagraniczne

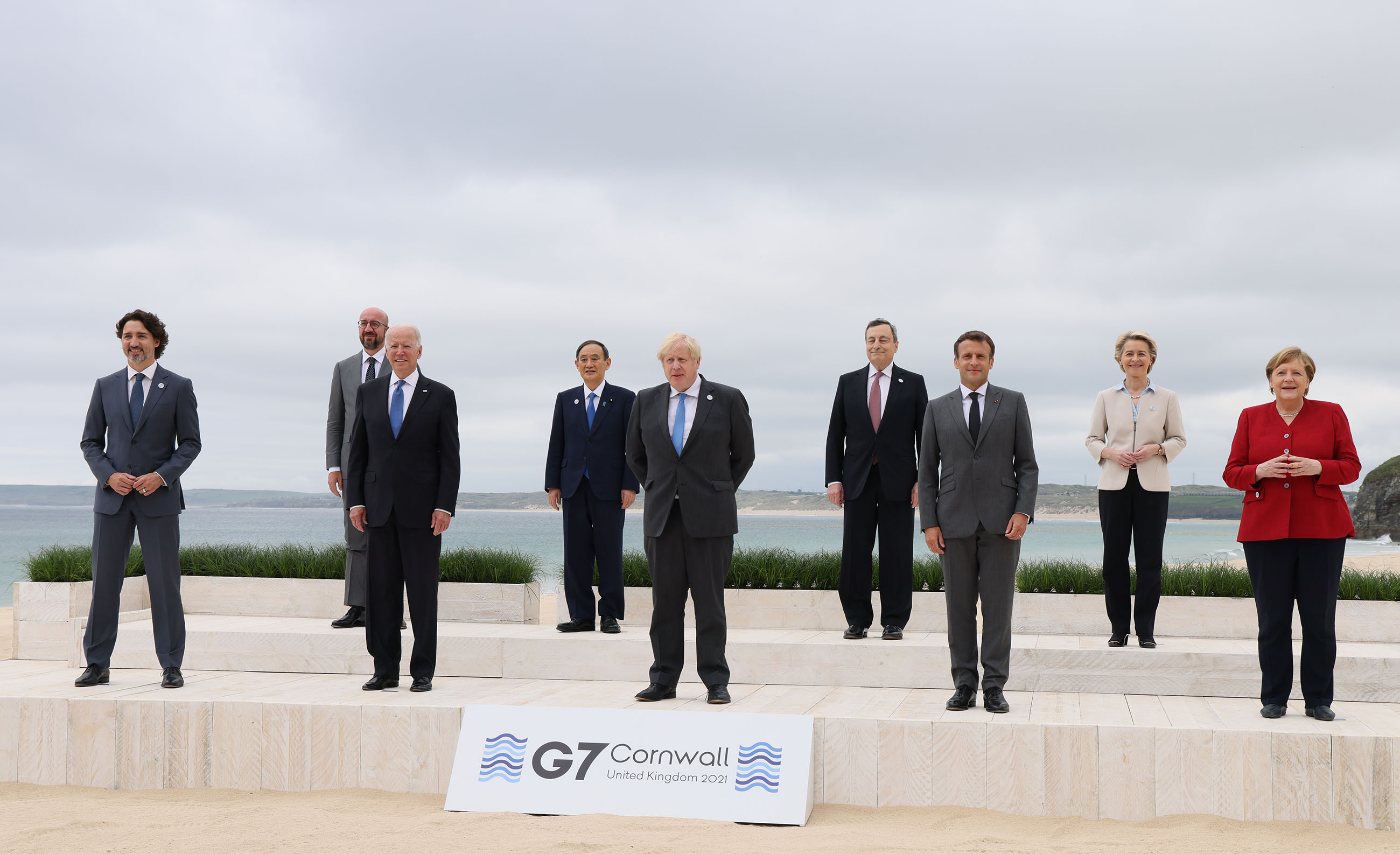
Szczyt grupy G7 w Carbis Bay, 2021

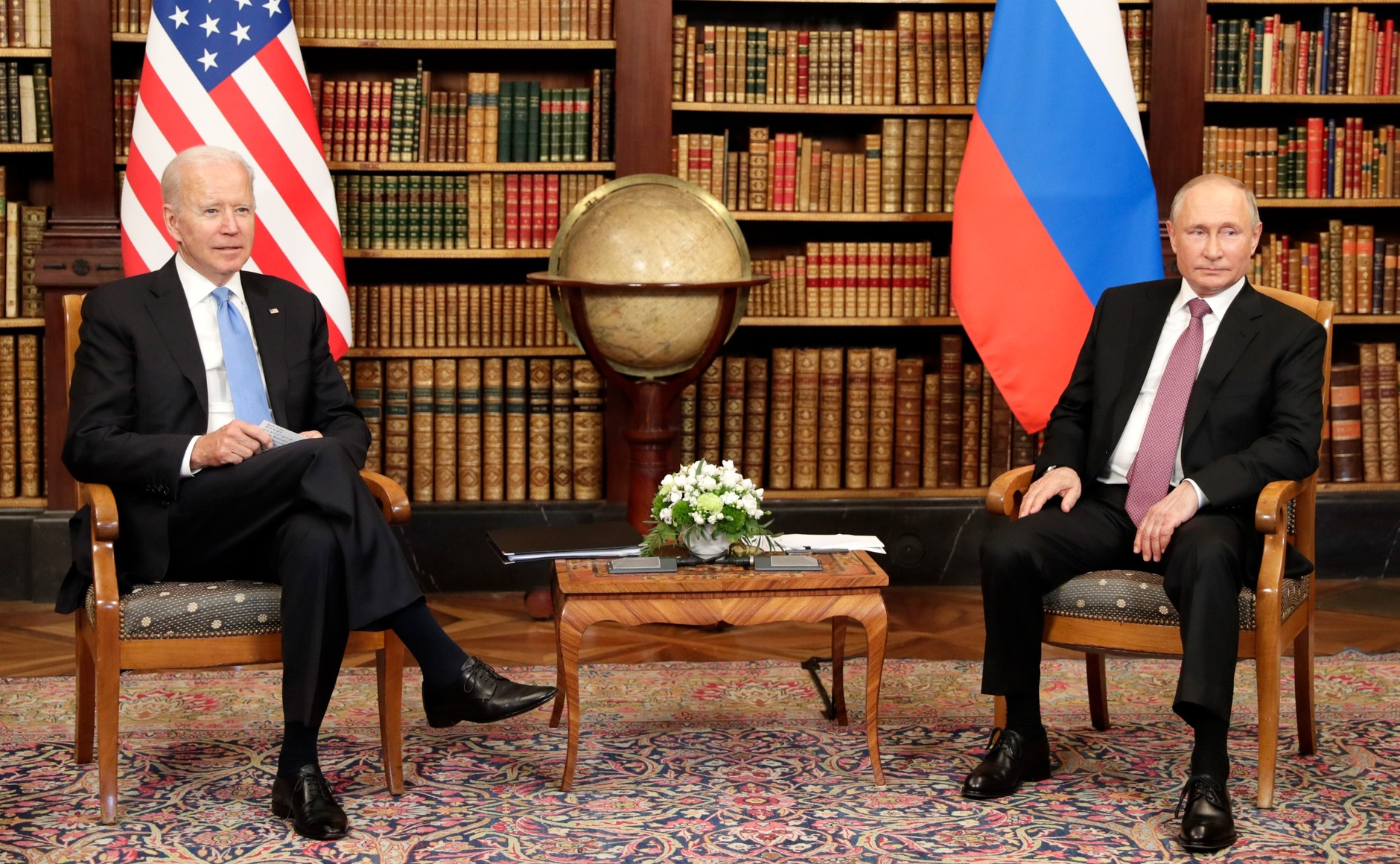
Spotkanie z prezydentem Rosji, 2021

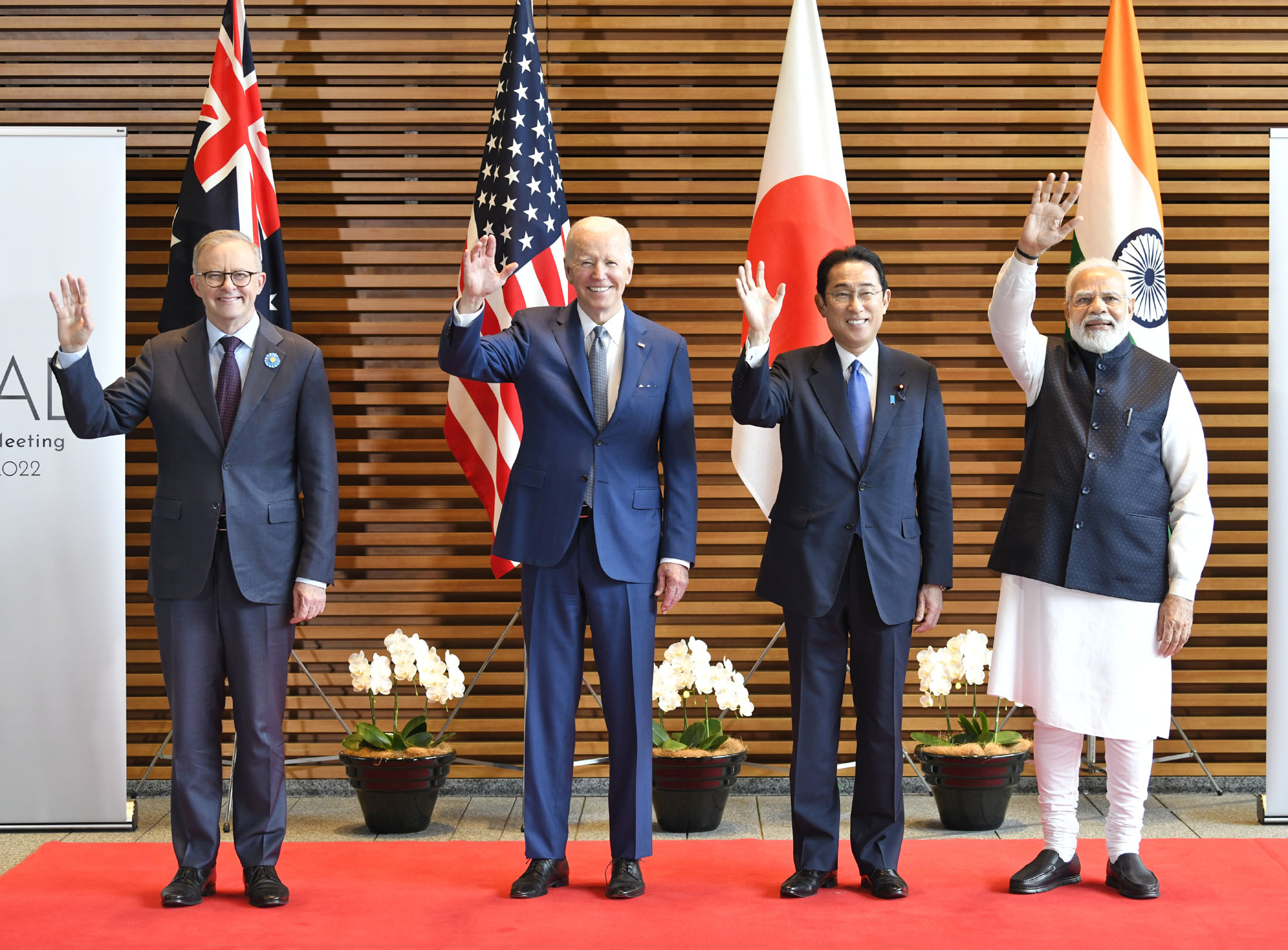
Spotkanie z premierami Japonii, Indii i Australii w formacie „QUAD” w Tokio, 2022

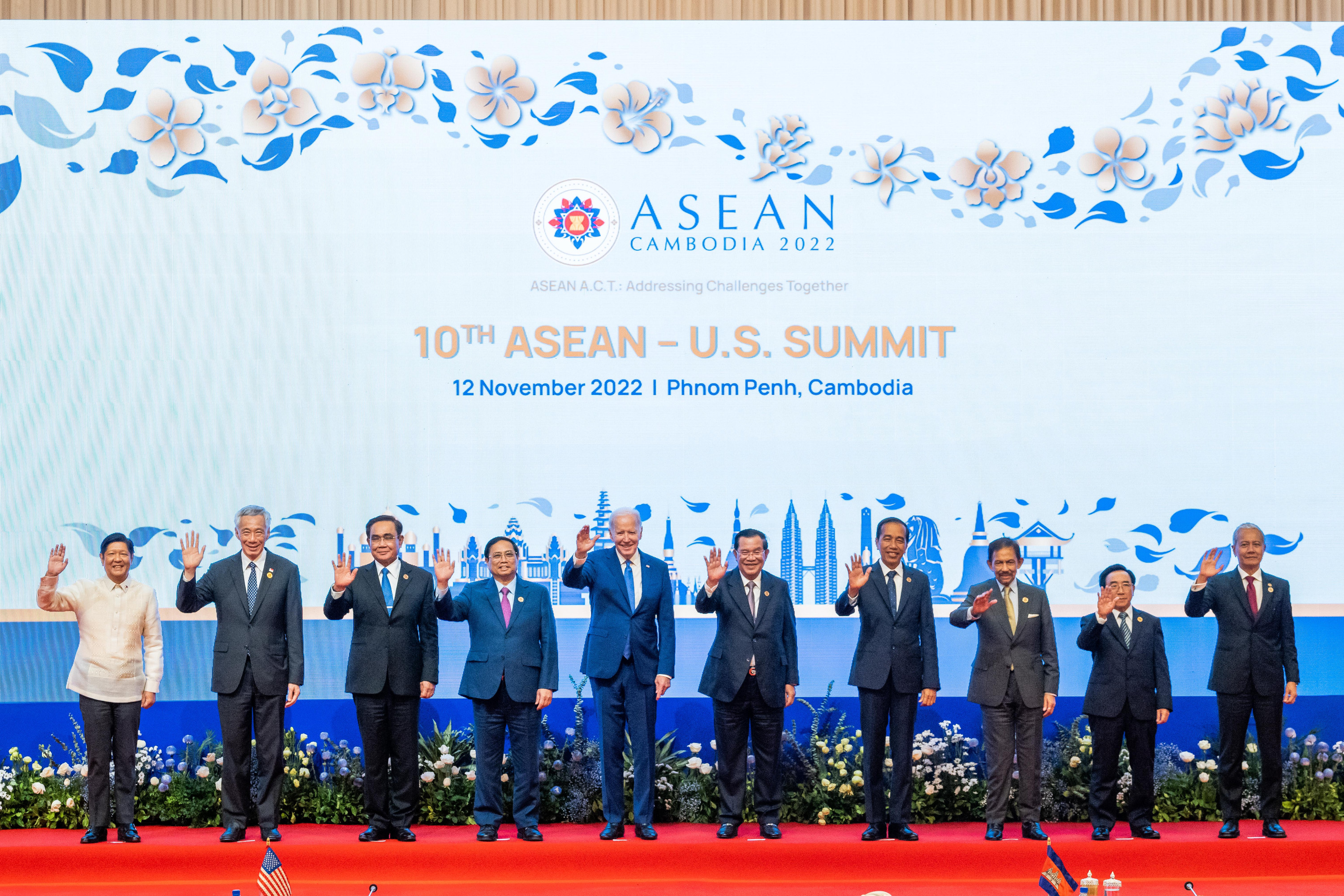
Spotkanie USA-ASEAN, 2022

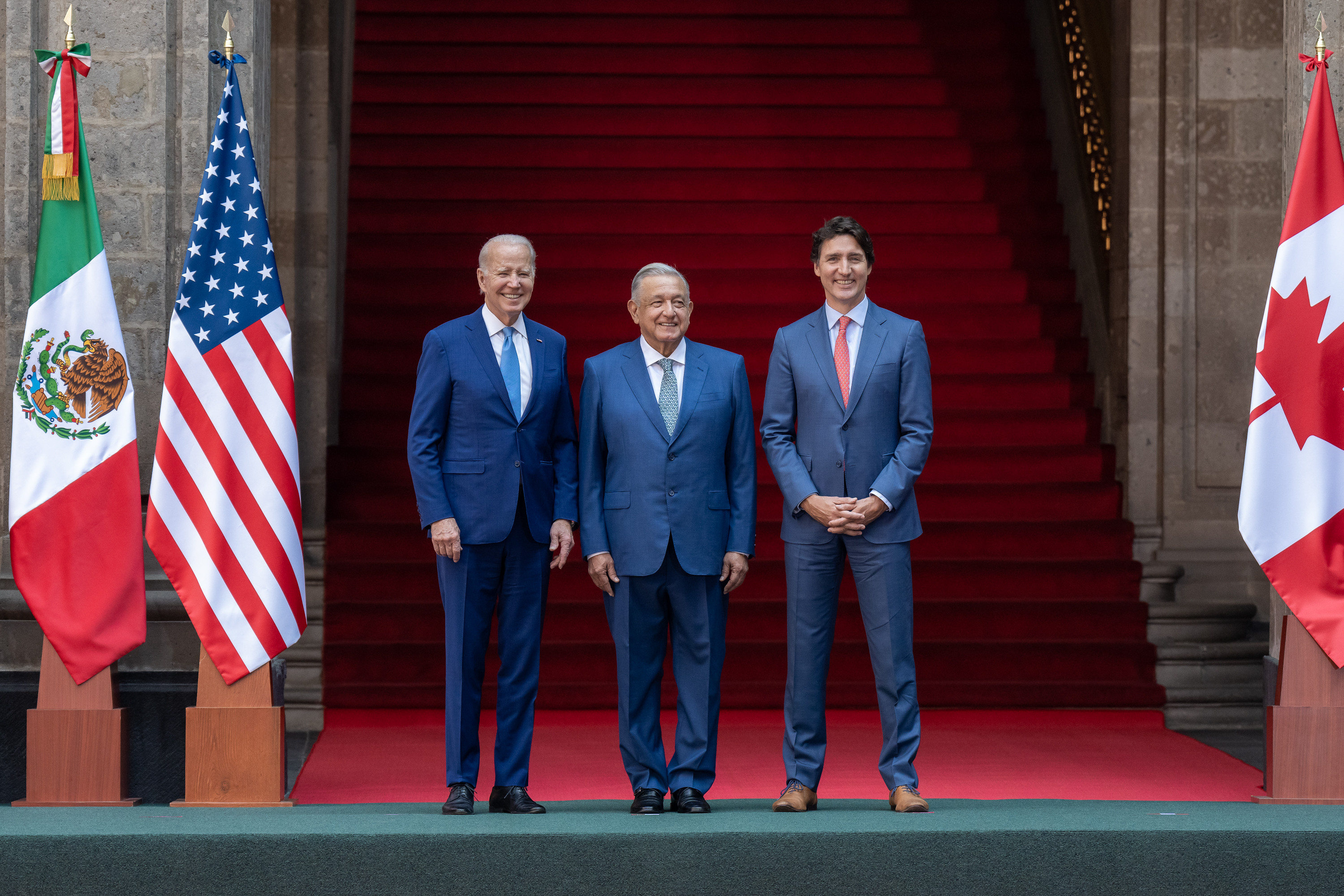
Joe Biden podczas spotkania z prezydentem Meksyku i premierem Kanady, 2023

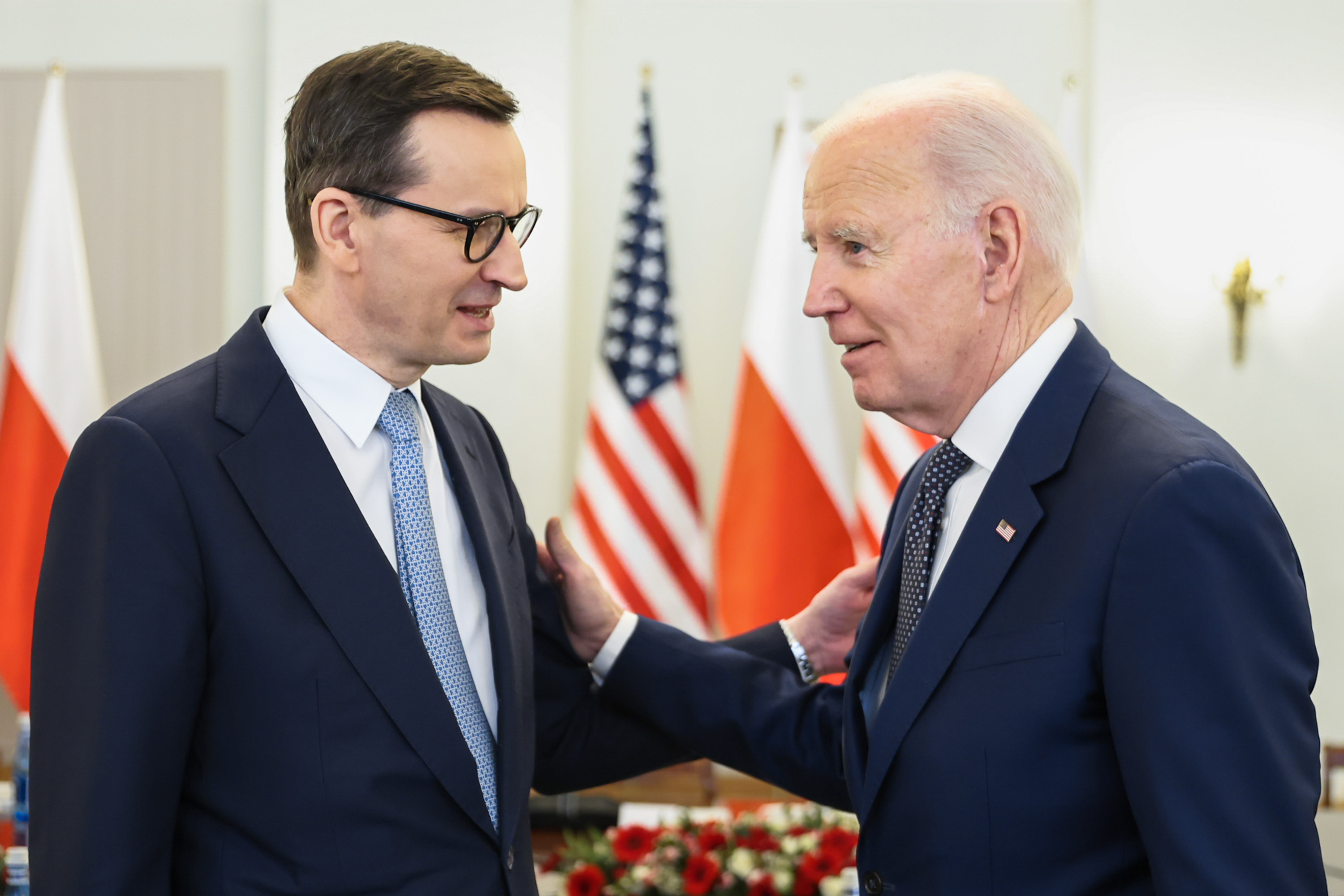
Spotkanie z premierem Polski, 2023

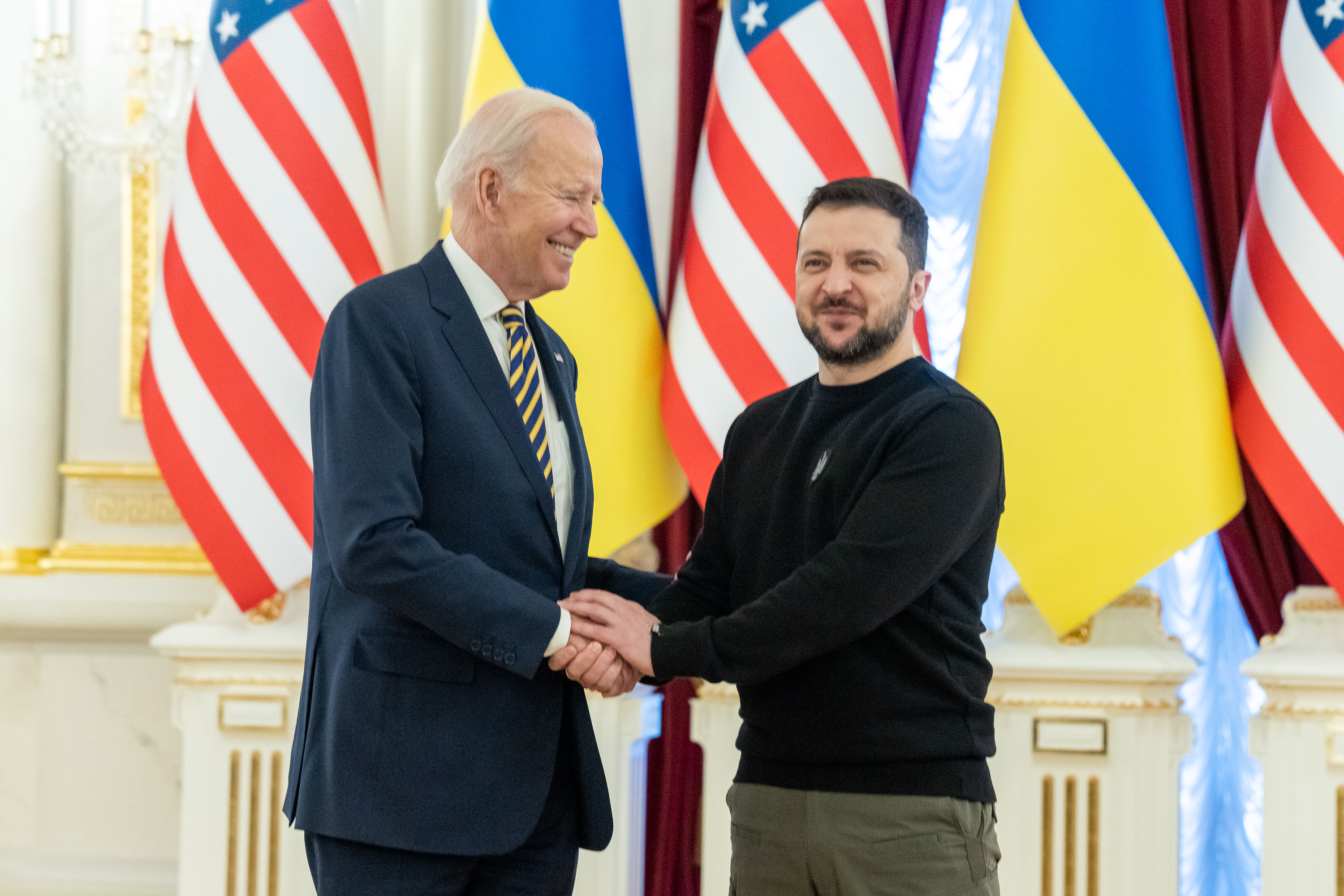
Spotkanie z prezydentem Ukrainy w Kijowie, 2023

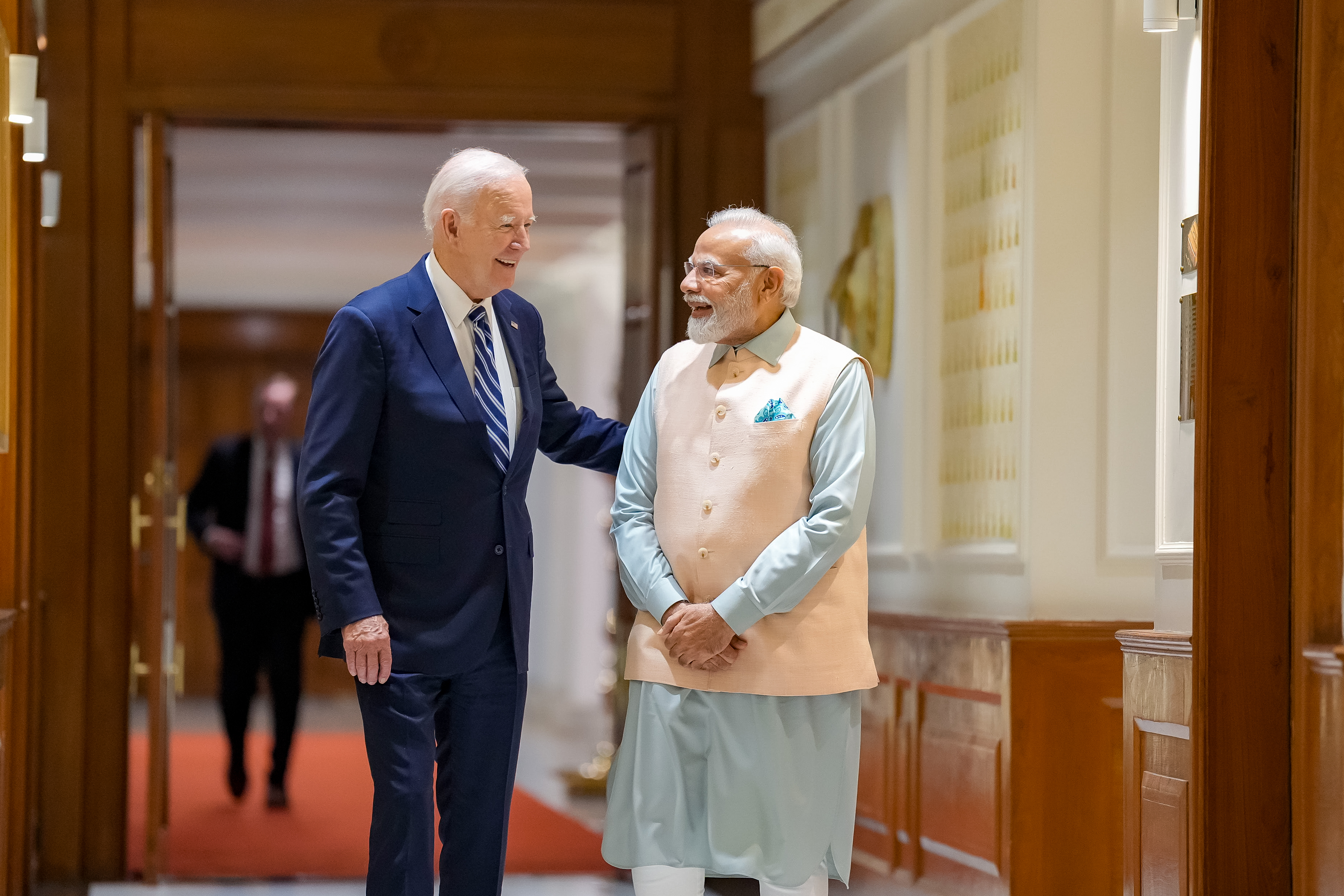
Spotkanie z premierem Indii, 2023

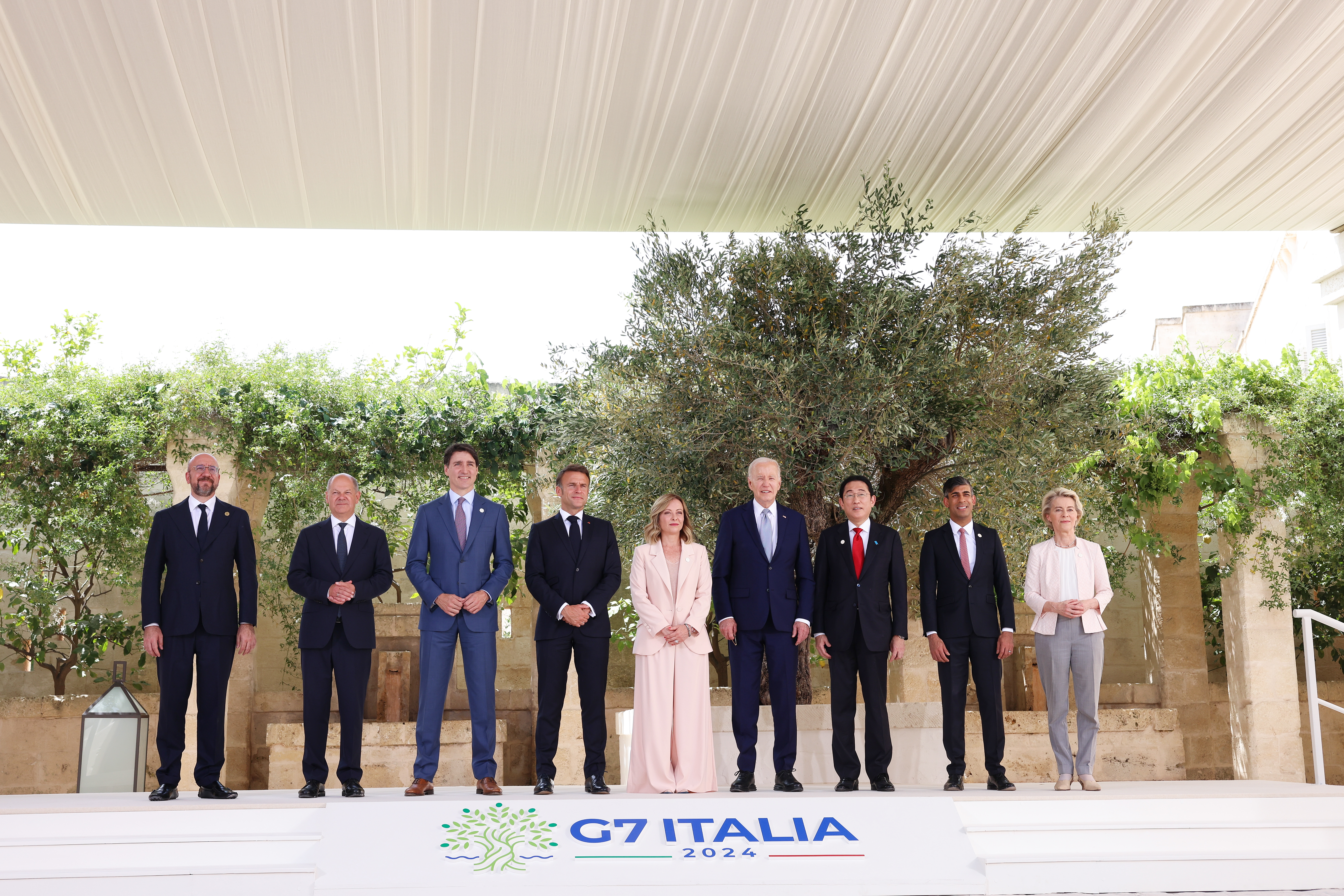
Udział w spotkaniu G7, 2024

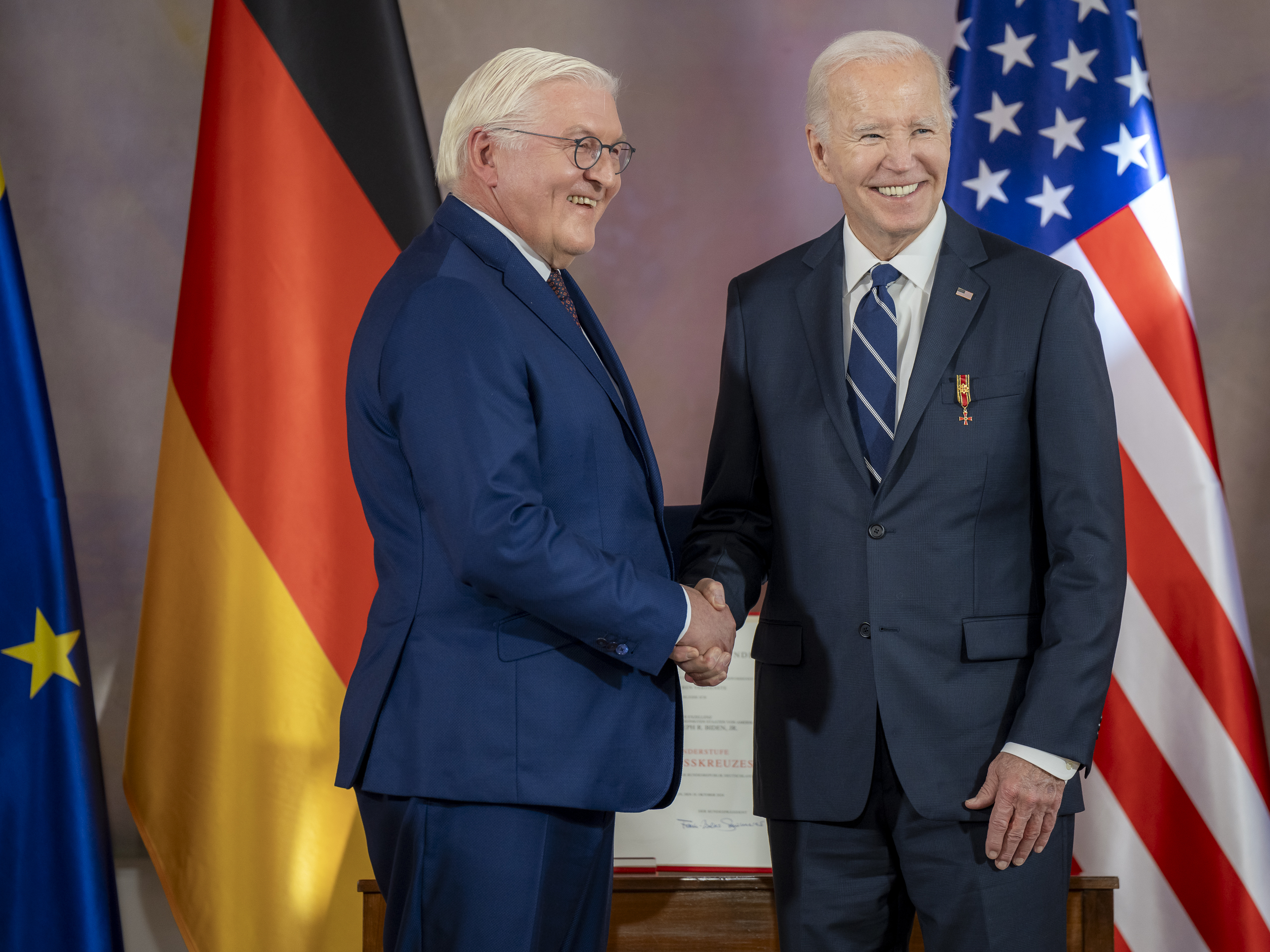
Spotkanie z prezydentem Niemiec, 2024

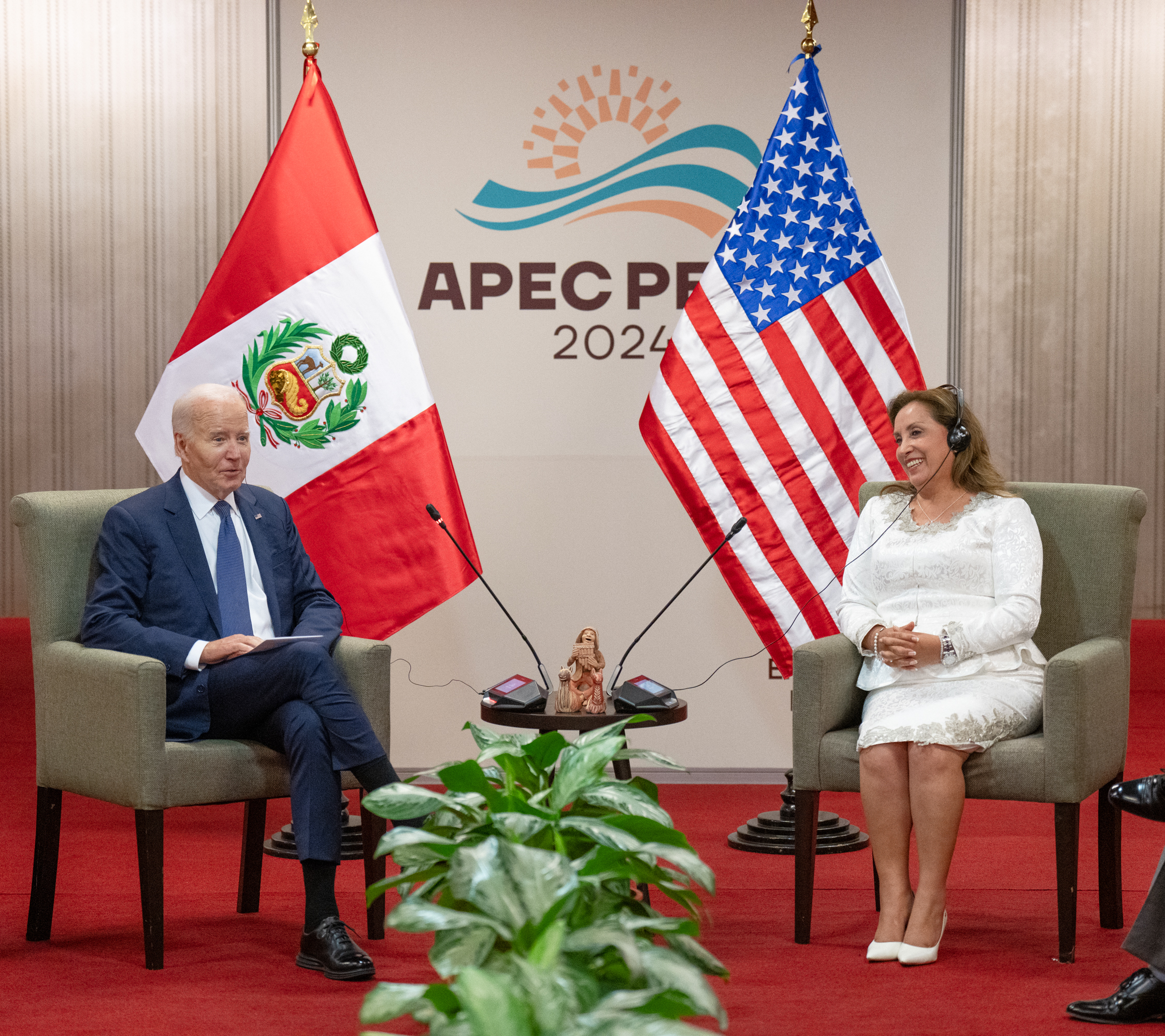
Spotkanie z prezydent Peru, 2024

| Data                               | Państwo                       | Szczegóły |
| ---------------------------------- | ----------------------------- | --- |
| 9–13 czerwca 2021                  | Wielka Brytania               | Udział w szczycie grupy państw G7. Spotkanie z królową Elżbietą II i premierem Borisem Johnsonem. |
| 13–15 czerwca 2021                 | Belgia                        | Udział w szczycie NATO w Brukseli oraz spotkanie z przewodniczącym Rady Europejskiej Charlesem Michelem i przewodniczącą Komisji Europejskiej Ursulą von der Leyen w ramach szczytu Unia Europejska – USA. |
| 15–16 czerwca 2021                 | Szwajcaria                    | Spotkanie z prezydentem Rosji Władimirem Putinem oraz prezydentem Szwajcarii Guyem Parmelinem. |
| 29 października 2021               | Watykan                       | Spotkanie z papieżem Franciszkiem. |
| 29 października – 1 listopada 2021 | Włochy                        | Udział w szczycie G20. Spotkanie z prezydentem Sergio Matterellą i premierem Włochy Mario Draghim. |
| 1–2 listopada 2021                 | Wielka Brytania               | Udział w szczycie klimatycznym COP26 w Glasgow. Spotkanie z premierem Borisem Johnsonem i sekretarzem generalnym ONZ António Guterresem.                                                                   |
| 23–25 marca 2022                   | Belgia                        | Udział w nadzwyczajnym szczycie NATO. |
| 25–26 marca 2022                   | Polska                        | Spotkanie z prezydentem Andrzejem Dudą i premierem Mateuszem Morawieckim. |
| 20–22 maja 2022                    | Korea Południowa              | Spotkanie z prezydentem Yoon Suk-yeolem. |
| 22–24 maja 2022                    | Japonia                       | Spotkanie z premierem Fumio Kishidą i cesarzem Naruhito. Udział w spotkaniu w formacie QUAD (USA, Japonia, Indie i Australia).                                                                             |
| 25–28 czerwca 2022                 | Niemcy                        | Udział w spotkaniu G7. |
| 28–30 czerwca 2022                 | Hiszpania                     | Udział w szczycie NATO. |
| 13–15 lipca 2022                   | Izrael                        | Spotkanie z prezydentem Jicchakiem Herzogiem i premierem Ja’irem Lapidem. Udział w spotkaniu w formacie I2U2 (Izrael, USA, Indie, ZEA). Wizyta w muzeum Jad Waszem.                                        |
| 15 lipca 2022                      | Palestyna                     | Spotkanie z prezydentem Mahmudem Abbasem. |
| 15–16 lipca 2022                   | Arabia Saudyjska              | Spotkanie z królem Salmanem i księciem Mohammedem bin Salmanem. Udział w szczycie państw GCC+3. |
| 17–19 września 2022                | Wielka Brytania               | Udział w uroczystościach pogrzebowych Elżbiety II. |
| 11 listopada 2022                  | Egipt                         | Udział w konferencji klimatycznej COP28. Spotkanie z prezydentem Abd al-Fattahem as-Sisim. |
| 12–13 listopada 2022               | Kambodża                      | Udział w szczycie USA-ASEAN. Spotkanie z premierem Hun Senem. Spotkanie z premierem Japonii Fumio Kishidą i prezydentem Korei Południowej Yoon Suk-yeolem.                                                 |
| 13–16 listopada 2022               | Indonezja                     | Udział w szczycie G20. Spotkanie z prezydentem Indonezji Joko Widodo. Rozmowy z przewodniczącym ChRL oraz premierami Włoch i Wielkiej Brytanii.                                                            |
| 8–10 stycznia 2023                 | Meksyk                        | Spotkanie z prezydentem Meksyku Andrésem Manuelem Lópezem Obradorem i premierem Kanady Justinem Trudeau w ramach North American Leaders’ Summit.                                                           |
| 20 lutego 2023                     | Ukraina                       | Spotkanie z prezydentem Wołodymyrem Zełenskim. |
| 19–22 lutego 2023                  | Polska                        | Spotkanie z prezydentem Andrzejem Dudą i premierem Mateuszem Morawieckim. Przemówienie w Arkadach Kubickiego. Spotkanie z prezydent Mołdawii Maią Sandu. Udział w spotkaniu Bukaresztańskiej Dziewiątki.   |
| 23–24 marca 2023                   | Kanada                        | Spotkanie z premierem Justinem Trudeau. Przemówienie w parlamencie. |
| 11–12 marca 2023                   | Wielka Brytania               | Spotkanie z premierem Rishim Sunakiem. |
| 12–14 marca 2023                   | Irlandia                      | Spotkanie z prezydentem Michaelem D. Higginsem i premierem Leo Varadkarem. Przemówienie w irlandzkim parlamencie.                                                                                          |
| 18–21 maja 2023                    | Japonia                       | Udział w spotkaniu G7. Udział w spotkaniu w formacie QUAD. |
| 9–10 lipca 2023                    | Wielka Brytania               | Spotkanie z królem Karolem III i premierem Rishim Sunakiem. |
| 10–12 lipca 2023                   | Litwa                         | Udział w szczycie NATO w Wilnie. |
| 12–13 lipca 2023                   | Finlandia                     | Spotkanie z prezydentem Sauli Niinistö i premierem Petteri Orpo. Spotkanie z przywódcami krajów nordyckich.                                                                                                |
| 8–10 września 2023                 | Indie                         | Udział w spotkaniu przywódców państw G-20. |
| 10–11 września 2023                | Wietnam                       | Spotkanie z przywódcami Wietnamu. |
| 18 października 2023               | Izrael                        | Spotkanie z prezydentem Jicchakiem Herzogiem i premierem Binjaminem Netanjahu. |
| 5–9 czerwca 2024                   | Francja                       | Udział w obchodach 80. rocznicy lądowania w Normandii. Spotkanie z prezydentami Francji i Ukrainy. |
| 13–15 czerwca 2024                 | Włochy                        | Udział w spotkaniu przywódców państw grupy G7. |
| 17–18 października 2024            | Niemcy                        | Spotkanie z prezydentem Frankiem Walterem Steinmeierem oraz kanclerzem Olafem Scholzem. Udział w spotkaniu przywódców USA, Niemiec, Francji i UK.                                                          |
| 14–17 listopada 2024               | Peru                          | Udział w szczycie APEC. Spotkanie z prezydentem Diną Buluarte oraz rozmowy z przywódcami Chin, Japonii i Korei Południowej.                                                                                |
| 17–19 listopada 2024               | Brazylia                      | Udział w spotkaniu grupy G20. Spotkanie z prezydentem Luizem Inácio Lula da Silvą. |
| 2 grudnia 2024                     | Republika Zielonego Przylądka | Spotkanie z premierem Ulisses Correia e Silva. |
| 2–4 grudnia 2024                   | Angola                        | Spotkanie z prezydentem João Lourenço oraz przywódcami Demokratycznej Republiki Konga, Tanzanii i Zambii.                                                                                                  |

### Kampania prezydencka w 2024 roku

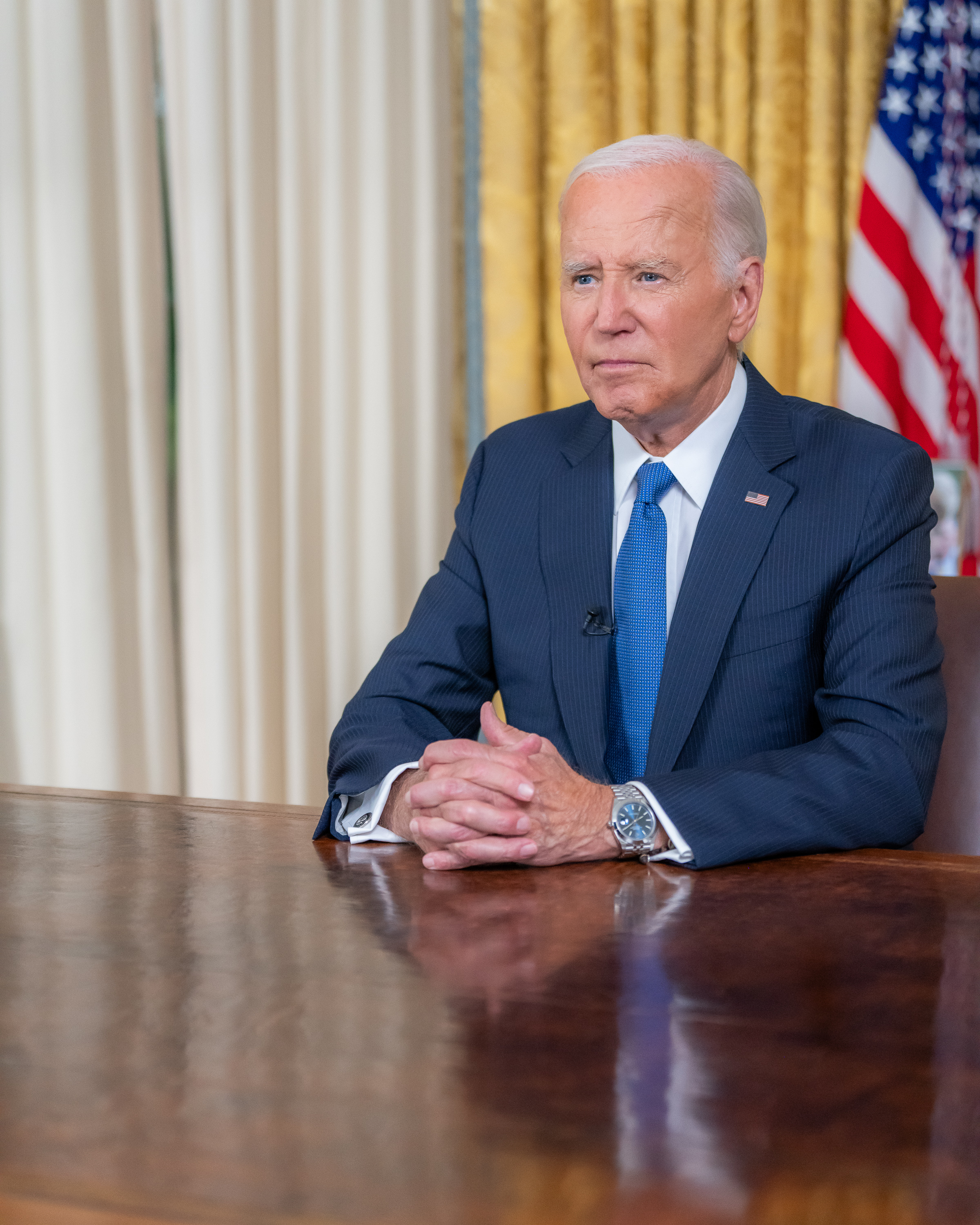
Prezydent Biden przemawia do narodu po swojej decyzji o rezygnacji z ubiegania się o drugą kadencję

25 kwietnia 2023 Joe Biden ogłosił, że będzie ubiegał się o reelekcję w wyborach prezydenckich w 2024 a Harris ponownie będzie jego kandydatem na wiceprezydenta. Kampania rozpoczęła się cztery lata po rozpoczęciu jego kampanii prezydenckiej w 2020. W dniu jego ogłoszenia sondaż Gallupa wykazał, że wskaźnik poparcia Bidena wynosił 37%, a większość ankietowanych stwierdziła, że gospodarka jest ich największym zmartwieniem. Podczas swojej kampanii Biden promował wyższy wzrost gospodarczy i ożywienie po pandemii COVID-19. Często wyrażał zamiar „dokończenia pracy” jako polityczny okrzyk wyborczy.
27 czerwca 2024 odbyła się debata pomiędzy Bidenem a republikańskim kandydatem Donaldem Trumpem. Występ Bidena był szeroko krytykowany, a komentatorzy twierdzili, że często tracił tok myślenia i udzielał meandrujących odpowiedzi. Kilku felietonistów ogłosiło Trumpa zwycięzcą, a sondaże wskazywały, że większość opinii publicznej uważa, że Trump wygrał. Po debacie pojawiły się pytania o jego zdrowie, Biden stanął w obliczu wezwań do wycofania się z wyścigu, w tym od kolegów Demokratów i redakcji kilku głównych serwisów informacyjnych.

#### Rezygnacja z ubiegania się o reelekcję
Biden początkowo ogłosił, że pozostanie kandydatem, ale 21 lipca 2024 ogłosił rezygnację ze startu w wyborach prezydenckich argumentując swoją decyzję „dobrem partii demokratycznej oraz całego państwa”; na swojego następcę poparł wiceprezydent Kamalę Harris. Jego ogłoszenie nastąpiło 29 dni przed rozpoczęciem Narodowej Konwencji Demokratów. Dzień później Harris zapewniła sobie wystarczającą liczbę delegatów, aby zostać kandydatem demokratów.
Decyzja Joe Bidena jest pierwszą od 56 lat (ostatni raz dokonał tego Lyndon B. Johnson który wycofał się z wyścigu w 1968 roku po odbyciu jednej częściowej i jednej pełnej kadencji), kiedy uprawniony urzędujący prezydent wycofał się z ubiegania o reelekcję; wcześniej ten sam krok podjęli: John Tyler (zrezygnował z ubiegania się o reelekcję w 1844), James K. Polk (dotrzymał obietnicy wyborczej, że będzie pełnić funkcję tylko przez jedną kadencję nie kandydując w wyborach w 1848), Millard Fillmore (który początkowo ubiegał się o reelekcję w wyborach w 1852, lecz nie otrzymał nominacji), Franklin Pierce (nie uzyskał nominacji w wyborach w 1856), James Buchanan (tak samo jak James K. Polk dotrzymał obietnicy wyborczej, że będzie pełnić funkcję tylko przez jedną kadencję nie kandydując w wyborach w 1860), Andrew Johnson (nie uzyskał nominacji w wyborach w 1868), Rutherford Hayes (tak jak James K. Polk i James Buchanan dotrzymał obietnicy wyborczej, że będzie pełnić funkcję tylko przez jedną kadencję nie kandydując w wyborach w 1880), Chester Arthur (nie otrzymał nominacji w wyborach w 1884), Calvin Coolidge (zdecydował się nie kandydować po odbyciu jednej częściowej i jednej pełnej kadencji w wyborach w 1928) oraz Harry Truman (zrezygnował z ubiegania się o reelekcję w wyborach 1952 po odbyciu jednej częściowej i jednej pełnej kadencji) i jedynym, który wycofał się po wygraniu prawyborów.
24 lipca 2024 Joe Biden wygłosił orędzie do narodu, w którym wyjaśnił powód rezygnacji z ubiegania się o reelekcję.
W wyborach powszechnych Trump pokonał Harris, przejmując sześć stanów, w których Biden wygrał w 2020 roku. Senat został wybrany przez Republikanów po raz pierwszy od 2018 roku. W ogólnokrajowym przemówieniu telewizyjnym po wyborach Biden pogratulował Trumpowi i obiecał „pokojowe i uporządkowane” przekazanie władzy.

## Wyniki wyborów
Poniżej wymienione zostały wybory, w których Joe Biden wziął czynny udział.
| Rok  | Komitet wyborczy                             | Komitet wyborczy     | Organ                    | Okręg                               | Wynik           |
| ---- | -------------------------------------------- | -------------------- | ------------------------ | ----------------------------------- | --------------- |
| 1970 |                                              | Partia Demokratyczna | Rada Hrabstwa New Castle | nr 4                                | 10 573 (55,41%) |
| 1972 | Senat Stanów Zjednoczonych                   | Partia Demokratyczna | Delaware                 | 116 006 (50,48%)                    |                 |
| 1978 | Senat Stanów Zjednoczonych                   | Partia Demokratyczna | Delaware                 | 93 930 (57,95%)                     |                 |
| 1984 | Senat Stanów Zjednoczonych                   | Partia Demokratyczna | Delaware                 | 147 831 (60,11%)                    |                 |
| 1984 | Prawybory prezydenckie Demokratów            | Partia Demokratyczna | –                        | 1 (0,03%)                           |                 |
| 1988 | Prawybory prezydenckie Demokratów            | Partia Demokratyczna | –                        | 2 (0,05%)                           |                 |
| 1990 | Senat Stanów Zjednoczonych                   | Partia Demokratyczna | Delaware                 | 112 918 (62,68%)                    |                 |
| 1996 | Senat Stanów Zjednoczonych                   | Partia Demokratyczna | Delaware                 | 165 465 (60,04%)                    |                 |
| 2002 | Senat Stanów Zjednoczonych                   | Partia Demokratyczna | Delaware                 | 135 253 (58,22%)                    |                 |
| 2008 | Prawybory wiceprezydenckie Demokratów        | Partia Demokratyczna | –                        | [ b ]                               |                 |
| 2008 | Prawybory prezydenckie Partii Demokratycznej | Partia Demokratyczna | –                        | 81 623 (0,22%)                      |                 |
| 2008 | Senat Stanów Zjednoczonych                   | Partia Demokratyczna | Delaware                 | 257 539 (64,69%)                    |                 |
| 2008 | Wiceprezydent Stanów Zjednoczonych           | Partia Demokratyczna | –                        | 365 (67,84%)                        |                 |
| 2012 | Prawybory wiceprezydenckie Demokratów        | Partia Demokratyczna | –                        | [ b ]                               |                 |
| 2012 | Wiceprezydent Stanów Zjednoczonych           | Partia Demokratyczna | –                        | 332 (61,71%)                        |                 |
| 2020 | Prawybory prezydenckie Partii Demokratycznej | Partia Demokratyczna | –                        | 3558 (74,92%) · 18 431 136 (51,48%) |                 |
| 2020 | Prezydent Stanów Zjednoczonych               | Partia Demokratyczna | –                        | 306 (56,88%)                        |                 |
| 2020 | Prezydent Stanów Zjednoczonych               | Partia Demokratyczna | –                        | 81 283 495 (51,38%)                 |                 |

## Krytyka i kontrowersje
Biden bywa krytykowany w USA za tendencję do wpadek językowych i gaf, czasem wykazujących brak wrażliwości rasowej. Całe artykuły poświęcone jego gafom były publikowane między innymi w tygodniku „Time” (Top 10 Joe Biden Gaffes), dzienniku „The Guardian” (‘I am a gaffe machine’: a history of Joe Biden’s biggest blunders) i tygodniku „Newsweek” (Joe Biden’s biggest gaffes: quotes, blunders that could hurt a 2020 presidential campaign).
W 1977 roku Joe Biden stwierdził, że postępująca desegregacja sprawi, że jego dzieci dorosną w rasowej dżungli.
W 2007 w czasie swojej kampanii wyborczej przed wyborami prezydenckimi w 2008 nazywał jednego ze swoich konkurentów, Baracka Obamę, pierwszym mainstreamowym Afroamerykaninem, który jest elokwentny, bystry, czysty i dobrze wygląda. Jego słowa zostały odebrane jako przejaw braku wyczucia.
W 2010, gdy jako wiceprezydent wraz z prezydentem Barackiem Obamą uczestniczył w konferencji prasowej dotyczącej służby zdrowia, wyszeptał do prezydenta słowa będące wyrazem zachwytu, ale i zawierające wulgaryzm. Wypowiedziane przez niego zdanie było często komentowane w mediach.
W 2019 w czasie spotkania z przedstawicielami Asian & Latino Coalition w Des Moines w Iowa powiedział: Biedne dzieci są tak samo inteligentne, tak samo utalentowane, jak białe dzieci. Po chwili dodał jak bogate dzieci, czarne dzieci, azjatyckie dzieci, nie chodziło mi o to, ale pomyślcie, jak o tym myślimy. Po raz kolejny zarzucono mu brak wyczucia. W tym samym roku jego kontrkandydatka w prawyborach prezydenckich Kamala Harris określiła jego wzmianki o pracy z senatorami opowiadającymi się za segregacją mianem bolesnych.

## Ocena prezydentury

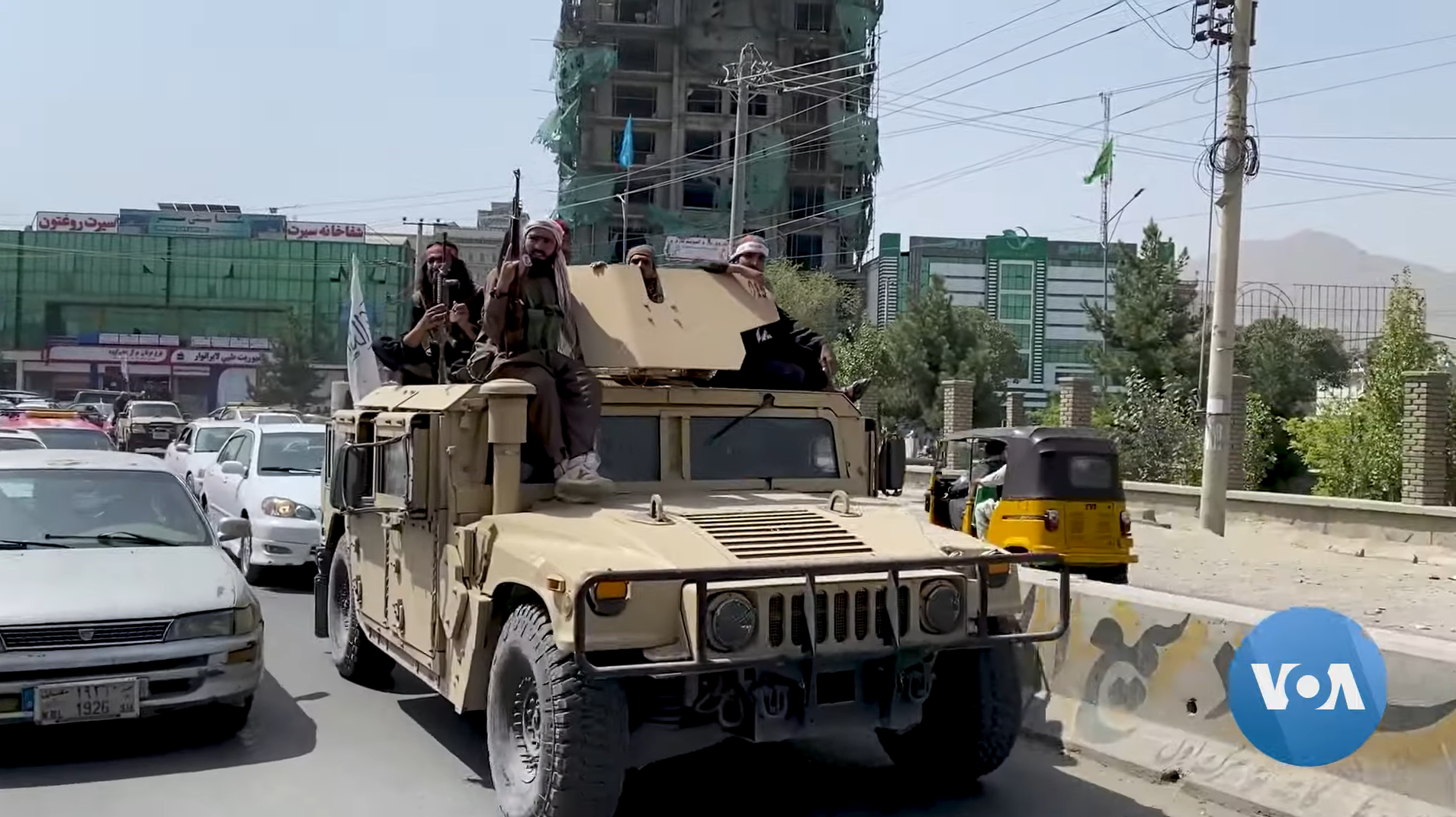
Sierpień 2021. Talibowie w amerykańskim pojeździe w zdobytym Kabulu

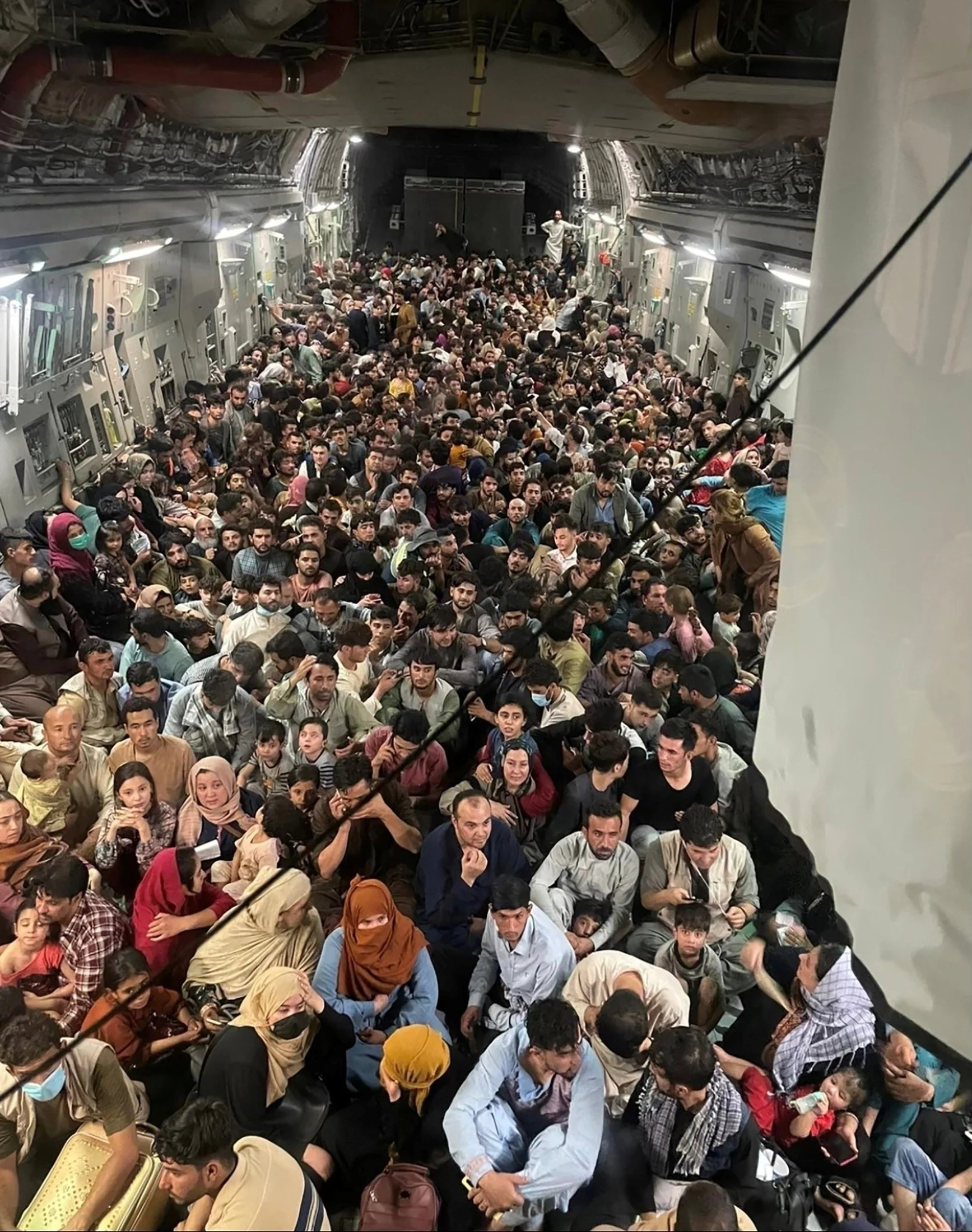
Sierpień 2021. Afgańscy uchodźcy na pokładzie C-17 stratującego z lotniska w Kabulu

Za największą klęskę Bidena komentatorzy uznają niezrealizowanie głównego celu jego prezydentury – udaremnienie kolejnej kadencji Donalda Trumpa. Zablokowanie jego reelekcji uważał on za swój osobisty obowiązek. W 2019 roku Biden wyraził pogląd, że okres urzędowania jego poprzednika przejdzie do historii USA jako „moment nienormalności”. Uważał, że jeśli Trump dostanie kolejne cztery lata w Białym Domu, to „charakter Ameryki zmieni się na zawsze i fundamentalnie”.
Fakt, że realizacja głównego celu prezydentury Bidena nie powiodła się, tłumaczono jego zbyt lewicowym programem w polityce wewnętrznej, decyzjami w polityce zagranicznej, które ukazywały go jako człowieka słabego i w końcu brakiem świeżości umysłu i energii. 
W ciągu pierwszych dwóch lat jego kadencji Kongres uchwalił pakiety pomocowe, w tym: epidemiczny z powodu COVID-19 w wysokości 1,9 biliona dolarów, infrastrukturalny w wysokości 1,2 biliona dolarów. Jednak przeważająca większość obywateli USA tego nie odczuła, przeciwnie, napędziły one tylko inflację, powodując najwyższy od czterdziestu lat wzrost cen. Dotknął on przede wszystkim grupy obywateli o niższych i średnich dochodach – bazę elektoratu Trumpa. Jednak najważniejszą sprawą dla wielu wyborców była kwestia polityki migracyjnej. Podczas prezydentury Bidena granicę z Meksykiem przekraczało nawet 300 tysięcy nielegalnych migrantów miesięcznie, co wywoływało krytykę prezydenta nawet pośród gubernatorów i burmistrzów z Partii Demokratycznej. 
W polityce zagranicznej Biden zostanie zapamiętany ze względu na swoją postawę w konfliktach zbrojnych. Pod koniec lata 2021 roku, wbrew radom generałów, zdecydował się na szybkie i niezorganizowane wycofanie żołnierzy amerykańskich z Afganistanu, co w rezultacie doprowadziło najpierw do chaosu, a później przejęcia pełni władzy przez Talibów, z którymi Amerykanie walczyli w tym kraju przez poprzednie dwadzieścia lat. Po scenach z lotniska w Kabulu pokazywanych przez telewizje całego świata, jego notowania spadły do najniższego poziomu w historii jego prezydentury. Według Michaiła Zygara, dla Putina było to "zielone światło" – za jego prezydentury przywódcy Zachodu nigdy jeszcze nie byli tak słabi. Nabrał pewności, że w wypadku ataku na Ukrainę, przedstawiciele ukraińskich elit umkną, a Amerykanie nie udzielą Ukrainie żadnej pomocy, bojąc się angażować w nowy konflikt. 
Bidena obwiniano również o to, że nie zdołał zapobiec inwazji Rosji na Ukrainę w 2022 roku, o której Waszyngton wiedział wcześniej, a kiedy już do niej doszło, Stanów Zjednoczonych nie stać było na zdecydowaną reakcję (Waszyngton tuż po ataku rosyjskim zaproponował Zełenskiemu ewakuację). Pomoc dla Ukrainy przyznawał stopniowo, odwlekając wysyłkę nowoczesnych technologii w postaci dostaw myśliwców, czołgów i systemów rakietowych oraz limitując ich użycie, jeśli już ją przyznawał. Po ataku Hamasu na Izrael, Biden obrał mętny i niekonsekwentny kurs. Z jednej strony otwarcie krytykował Benjamina Netanjahu, jednak natychmiast wysłał na Morze Śródziemne dwa amerykańskie lotniskowce i zaczął dostarczać mu amunicję i sprzęt. Wsparł Izrael informacjami wywiadowczymi. Odmówił poparcia rezolucji ONZ uznającej Palestynę za stałego członka Zgromadzenia Ogólnego oraz rezolucji wzywającej do natychmiastowego zawieszenia broni .
Komentatorzy uważają jednak, że nawet te minusy nie przeszkodziłyby Bidenowi w reelekcji, gdyby po prostu nie zabrakło mu kondycji psychicznej i siły przekonywania. W ostatnich miesiącach swojej kampanii, Biden nie był już nawet w stanie tłumaczyć obywatelom własnej polityki. Prawie nie udzielał wywiadów, nie występował na konferencjach prasowych. Dopiero debata telewizyjna z Donaldem Trumpem w czerwcu 2024 roku, pokazała wyborcom, jak bardzo pogorszył się stan umysłu urzędującego prezydenta. Nawet gdy zrezygnował z ubiegania się o kolejną kadencję, krytykowano go, że zrobił to za późno i ogóle nie powinien był kandydować ponownie, dając czas swojej partii na znalezienie i wypromowanie bardziej odpowiedniego kandydata. Uważano, że zaślepiły go własne ambicje. 
Apogeum negatywnej oceny prezydentury Bidena były oskarżenia o nepotyzm, kiedy to wbrew wcześniejszym deklaracjom, już po rezygnacji z ubiegania się o reelekcję ułaskawił swojego syna Huntera Bidena uznanego za winnego przestępstw związanych z posiadaniem broni i przestępstw podatkowych

## Życie prywatne

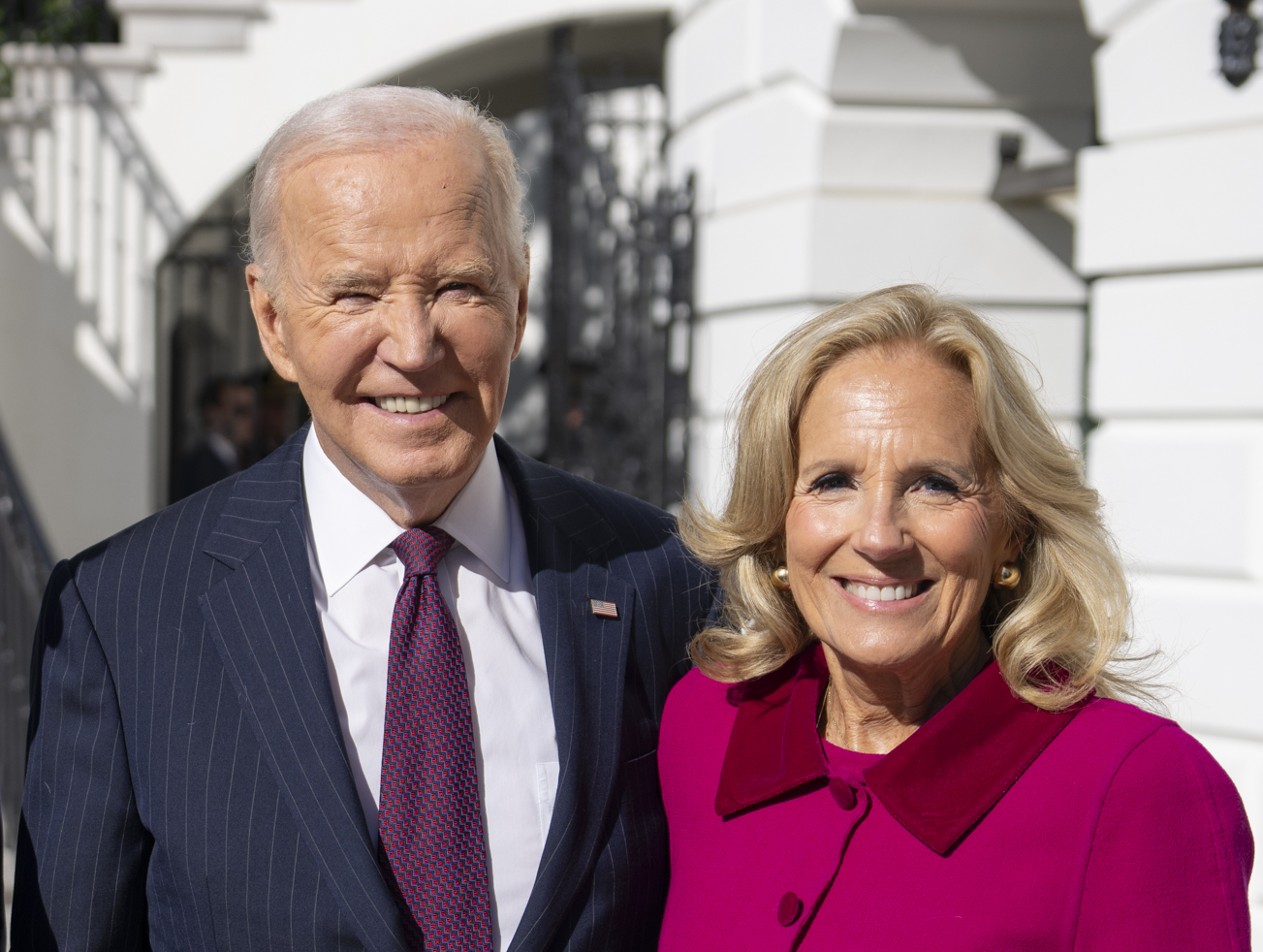
Joe Biden wraz ze swoją żoną Jill w 2024

### Rodzina i związki
Jako student w trakcie wczasów na Bahamach poznał Neilię Hunter, córkę właściciela małej i taniej restauracji. Pobrali się 27 sierpnia 1966, gdy Biden był jeszcze studentem. Razem mieli trójkę dzieci: Naomi Christinę, Roberta Huntera i Josepha Robinette’a „Beau” III, który wiele lat później został prokuratorem generalnym Delaware. 30 maja 2015 Beau Biden zmarł w wieku 46 lat na nowotwór mózgu.
18 grudnia 1972, na kilka tygodni przed zaprzysiężeniem Bidena na pierwszą kadencję senacką, jego żona i dzieci mieli wypadek samochodowy, w trakcie podróży po świąteczną choinkę. Neilia i Naomi zginęły, a trzyletni Beau i dwuletni Robert Hunter trafili do szpitala. Biden przyznał, że rozważał wówczas popełnienie samobójstwa. W wychowywaniu dzieci pomagała mu od tej pory siostra Valerie, która wprowadziła się do niego na cztery lata. Joe Biden został zaprzysiężony na senatora 5 stycznia 1973, przy łóżku szpitalnym Beau. Nigdy nie przeprowadził się do Waszyngtonu jako senator. Dojeżdżał do Kongresu Stanów Zjednoczonych z Delaware pociągiem.
Dwa i pół roku po śmierci Neili, brat Joego Bidena umówił go na randkę w ciemno z Jill Jacobs, modelką i studentką ostatniego roku na wydziale języka angielskiego na University of Delaware. Jacobs i Joe Biden pobrali się 17 czerwca 1977. Ich córka Ashley została pracownikiem socjalnym. Gdy Joe Biden został wiceprezydentem, Jill była pierwszą drugą damą Stanów Zjednoczonych w historii, która pracowała zawodowo. Uczyła w tym czasie języka angielskiego w Northern Virginia Community College.

### Choroba
W maju 2025 poinformowano, że zdiagnozowano u niego raka prostaty z przerzutami do kości.

### Religia
Joe Biden jest katolikiem. 19 stycznia 2025 roku został ogłoszony masonem przez afroamerykańską lożę masońską Prince Hall w Karolinie Południowej, kwestią sporną jest, czy przyjął nadane członkostwo.

### Przyjaźń z Johnem McCainem
Rodzina Bidena jest zaprzyjaźniona z rodziną zmarłego republikańskiego senatora, Johna McCaina. Przyjaźń obu polityków zawiązała się w czasie wspólnych podróży w latach 70. XX wieku. Biden został później powiernikiem córki senatora, Meghan, gdy jej ojciec zmagał się z tym samym nowotworem, na który dwa lata wcześniej zmarł syn Bidena. Joe Biden był jedną z osób poproszonych przez McCaina o wygłoszenie mowy na jego pogrzebie.

## Odznaczenia i wyróżnienia
- Medal Honoru Wyspy Ellis (USA) – 1992[246]
- Order Zwycięstwa Świętego Jerzego (Gruzja) – 2009[247][248]
- Order Krzyża Ziemi Maryjnej (Estonia) – 5 lutego 2004[249]
- Order Pakistanu (Pakistan) – 10 stycznia 2009[250],
- Order Wolności (Kosowo) – 20 maja 2009[251]
- Medal za zaangażowanie (Irak) – 1 grudnia 2011[252]
- Prezydencki Medal Wolności z Wyróżnieniem (USA) – 12 stycznia 2017[46]
- Order Wolności (Ukraina) – 23 sierpnia 2017[253]
- Order Czarnogórskiej Wielkiej Gwiazdy (Czarnogóra) – 22 marca 2018[254]
- Człowiek Roku tygodnika „Time” – 11 grudnia 2020[255]
- Krzyż Wielki Klasy Specjalnej Orderu Zasługi RFN – 18 października 2024[256]
- Medal Departamentu Obrony za Wybitną Służbę Publiczną (USA) – 16 stycznia 2025[257]